# Musikjahr 1942
Liste der Musikjahre

◄◄ | ◄ | 1938 | 1939 | 1940 | 1941 | Musikjahr 1942 | 1943 | 1944 | 1945 | 1946 | ► | ►►

Weitere Ereignisse · Country-Musik
Dieser Artikel behandelt das Musikjahr 1942.

Zarah Leander – Davon geht die Welt nicht unter

Zarah Leander – Ich weiß, es wird einmal ein Wunder gescheh’n

Glenn Miller – (I’ve Got a Gal in) Kalamazoo

## Ereignisse

### Populäre Musik
- 10. Januar: Woody Herman and His Orchestra gelangt mit Blues in the Night in die Billboard-Chart, in der er auf #1 steigen soll.
- 10. Februar: Glenn Miller erhält für das Lied Chattanooga Choo Choo die erste Goldene Schallplatte der Musikgeschichte.
- 29. Mai: In den Decca-Studios in New York City nehmen Bing Crosby und andere Mitwirkende Irving Berlins Komposition White Christmas auf. Der Song wird sich kommerziell mit der Zeit zur weltweit erfolgreichsten Weihnachts-Single entwickeln. Am 21. November erreicht er in den Vereinigten Staaten erstmals Platz 1 der Charts und bleibt dort zehn Wochen lang.
- 01. August: (I’ve Got a Gal in) Kalamazoo in der Fassung von Glenn Miller kommt in die amerikanischen Popcharts und wurde zu einem Millionenhit für den Bandleader.
- 24. Oktober: Earl Hines and His Orchestra (Gesang Billy Eckstine) kommt mit Stormy Monday Blues, Billie Holiday (mit Paul Whiteman and His Orchestra) mit Trav’lin’ Light in die Harlem Hit Parade. Beide gelangten dann auf #1 der Charts.

### Klassische Musik und Musiktheater

#### Instrumentalmusik
- 05. März: Die 7. Sinfonie (Leningrader Sinfonie) von Dmitri Schostakowitsch wird in Kuibyschew wegen des Krieges vom dorthin ausgelagerten Orchester des Bolschoi-Theaters unter Leitung von Samuil Samossud uraufgeführt. Am 27. März folgt eine Aufführung in Moskau. Die Musik ist so fesselnd, dass selbst ein Luftalarm das Publikum nicht dazu bewegen kann, die Schutzräume aufzusuchen.
- 09. April: Bei einer Vorstellung des Ringling Bros. and Barnum & Bailey Circus wird in New York Igor Strawinskys Zirkuspolka uraufgeführt.

#### Oper
- 10. Januar: Die Uraufführung der Oper Birgitta von Natanael Berg findet an der Königlichen Oper in Stockholm statt.
- 28. Oktober: Capriccio, die letzte Oper von Richard Strauss, wird am Nationaltheater München uraufgeführt. Das Libretto entstand zwischen 1934 und 1941 als Gemeinschaftsarbeit mehrerer Autoren: die ursprüngliche Idee stammt von Stefan Zweig; auf seinen Wunsch fertigte Joseph Gregor mehrere Entwürfe an. Die weitere Ausführung übernahmen Clemens Krauss und Richard Strauss unter Mitwirkung von Hans Swarowsky.
- 31. Oktober: An der Semperoper in Dresden wird die Oper Die Zauberinsel von Heinrich Sutermeister basierend auf dem Drama Der Sturm von William Shakespeare uraufgeführt.

#### Operette
- 15. April: Das Singspiel Dornröschen oder Die drei Urewigen von Cesar Bresgen mit dem Libretto von Otto Reuther wird in Straßburg uraufgeführt.
- 24. September: Die Uraufführung der Operette Hochzeitsnacht im Paradies von Friedrich Schröder auf das Libretto von Heinz Hentschke und Günther Schwenn findet im Berliner Metropoltheater statt.
- 28. November: Die Uraufführung der Operette Manina von Nico Dostal auf das Libretto von Hans Adler und Alexander Lix findet im Admiralspalast in Berlin statt.

### Film
- 08. August: Mit dem Disney-Film Bambi hat auch das Titellied Love Is a Song (That Never Ends) von Frank Churchill und Larry Morey seine Uraufführung. Der Komponist, mit dessen Arbeit Walt Disney unzufrieden war, hatte sich am 14. Mai das Leben genommen.
- 26. November: Der US-amerikanische Liebesfilm Casablanca von Michael Curtiz wird im Hollywood-Theater in New York City uraufgeführt. Die Filmmusik stammt von Max Steiner, wobei ein Großteil aus Variationen des Musical-Songs As Time Goes By und der französischen Nationalhymne Marseillaise besteht.

## Musikcharts

### Vereinigte Staaten
Die längsten Nummer-eins-Singles
Lieder, die die meiste Zeit während eines anderen Jahres auf Platz 1 der Charts verbrachten, werden hier nicht aufgeführt.
1. Glenn Miller & His Orchestra with Ray Eberle & The Modernaires – Moonlight Cocktail (10 Wochen)
2. Glenn Miller & His Orchestra with Tex Beneke & The Modernaires – Chattanooga Choo Choo; Bing Crosby with Ken Darby Singers & John Scott Trotter & His Orchestra – White Christmas (jeweils 9 Wochen)
3. Kay Kyser & His Orchestra with Harry Babbitt & Julie Conway – Jingle Jangle Jingle (8 Wochen)

Alle Nummer-eins-Hits und die Hits des Jahres

### Charts in weiteren Ländern
Siehe auch: Nummer-eins-Hits 1942 in  Australien und den Vereinigten Staaten.

## Neuveröffentlichungen (Auswahl)

### Lieder und Kompositionen
| Lied                            | Text                     | Musik                 | Erstinterpret      | Label    | Veröffentlichung | Genre               | Weitere Informationen                      |
| ------------------------------- | ------------------------ | --------------------- | ------------------ | -------- | ---------------- | ------------------- | ------------------------------------------ |
| Davon geht die Welt nicht unter | Bruno Balz, Michael Jary |                       | Zarah Leander      | Odeon    | 1942             | Schlager            |                                            |
| Jesus Is Coming Soon            | Robert Emmett Winsett    | Robert Emmett Winsett |                    |          | 1942             | Gospel              |                                            |
| Paper Doll                      | Johnny S. Black          |                       | The Mills Brothers | Decca    | 18. Februar 1942 | Jazz                | bereits im Jahr 1915 komponiert            |
| Que reste-t-il de nos amours?   | Charles Trenet           | Léo Chauliac          | Lucienne Boyer     | Columbia | 1942             | Jazz, Chanson       | Jazzstandard                               |
| White Christmas                 | Irving Berlin            |                       | Bing Crosby        | Decca    | 29. Mai 1942     | Pop, Weihnachtslied | für den Musicalfilm Holiday Inn komponiert |

## Geboren

### Januar
- 01. Januar: Joe McDonald, US-amerikanischer Sänger und Songschreiber

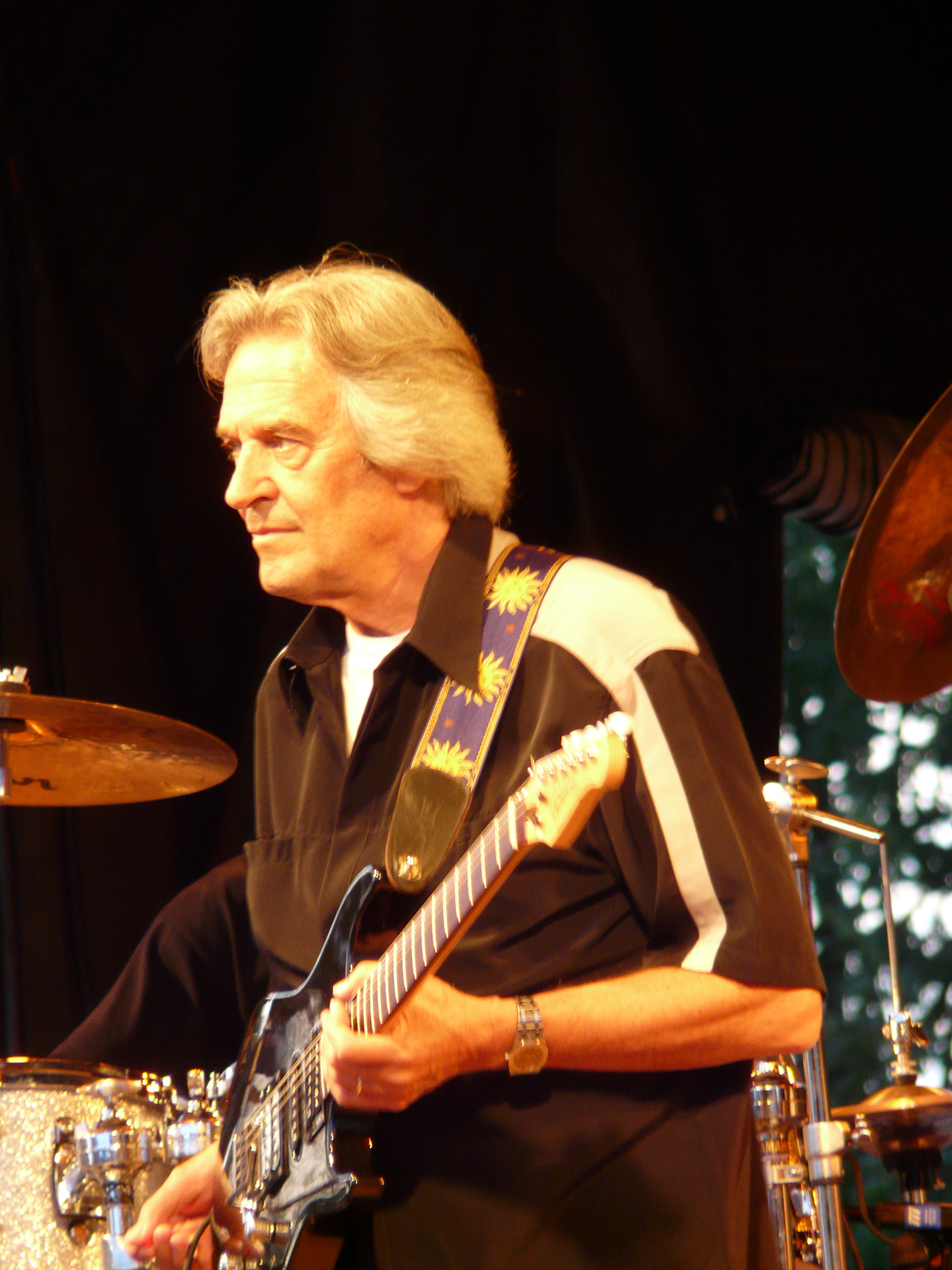
John McLaughlin; * 4. Januar

- 04. Januar: John McLaughlin, britischer Musiker, Gitarrist, Songwriter

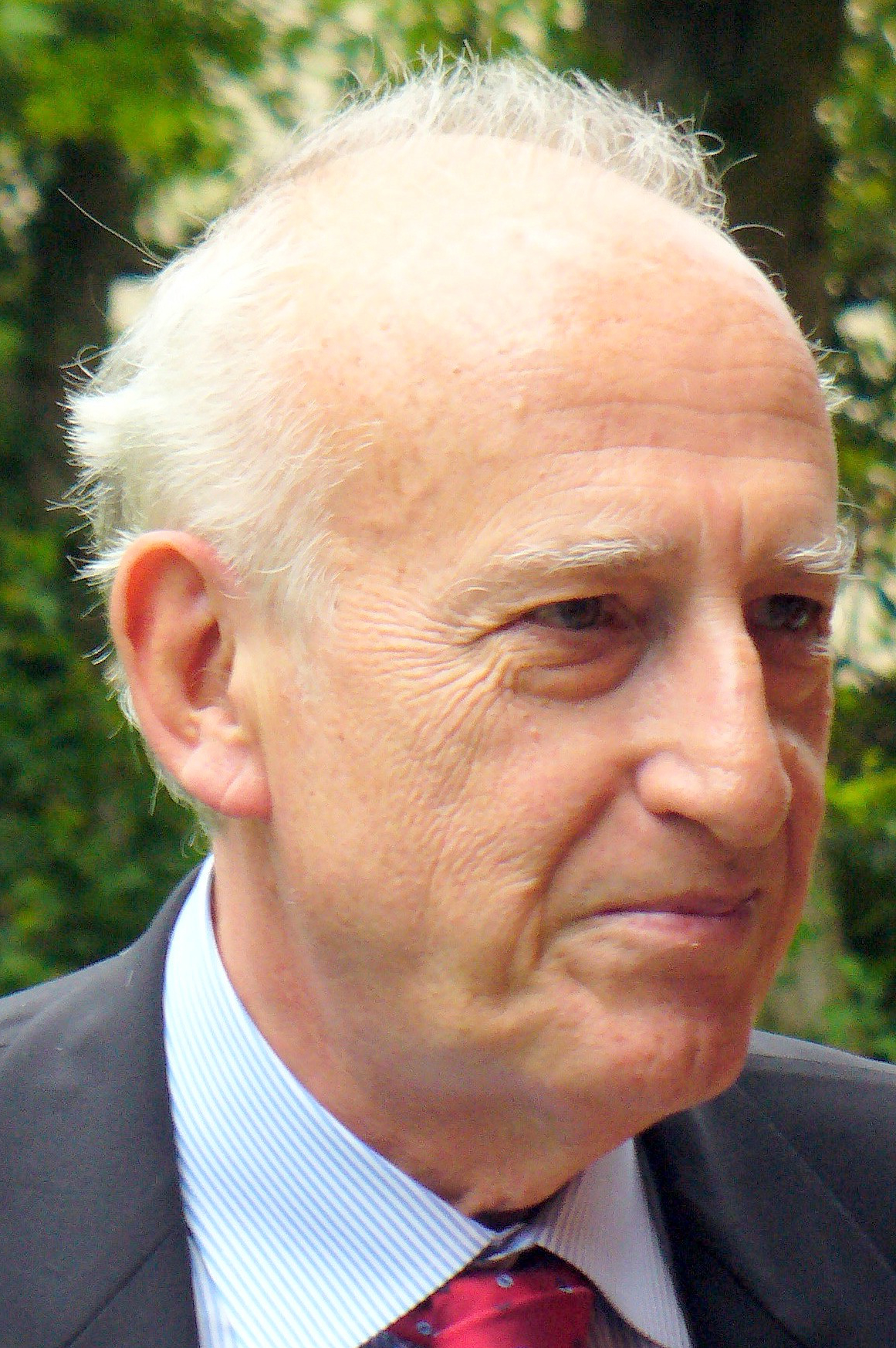
Maurizio Pollini; * 5. Januar

- 05. Januar: Maurizio Pollini, italienischer Pianist und Dirigent († 2024)
- 07. Januar: Danny Williams, südafrikanischer Musiker († 2005)
- 09. Januar: Joseph Vella, maltesischer Komponist und Dirigent († 2018)
- 11. Januar: Clarence Clemons, US-amerikanischer Saxophonist († 2011)
- 11. Januar: Muriel Day, irische Schlagersängerin
- 16. Januar: René Angélil, kanadischer Sänger und Manager († 2016)
- 16. Januar: Barbara Lynn, US-amerikanische Sängerin, Gitarristin und Songautorin
- 17. Januar: Ulf Grahn, schwedischer Komponist († 2023)
- 17. Januar: Ulf Hoelscher, deutscher Violinist
- 19. Januar: Nara Leão, brasilianische Bossa-Nova- und MPB-Sängerin († 1989)
- 20. Januar: William Powell, US-amerikanischer Sänger († 1977)
- 21. Januar: Freddy Breck, deutscher Schlagersänger († 2008)
- 21. Januar: Edwin Starr, US-amerikanischer Soulsänger († 2003)
- 24. Januar: Hugo Marcel, argentinischer Tangosänger
- 24. Januar: Alain Savouret, französischer Pianist, Dirigent und Komponist
- 27. Januar: Maki Asakawa, japanische Sängerin, Songwriterin und Produzentin († 2010)
- 27. Januar: Petr Kotík, tschechischer Komponist
- 28. Januar: Roberto Darvin, uruguayischer Sänger, Gitarrist und Liedermacher († 2024)
- 28. Januar: André Waignein, belgischer Komponist und Dirigent († 2015)
- 29. Januar: Claudine Longet, französische Sängerin und Schauspielerin
- 30. Januar: Marty Balin, US-amerikanischer Rockmusiker († 2018)

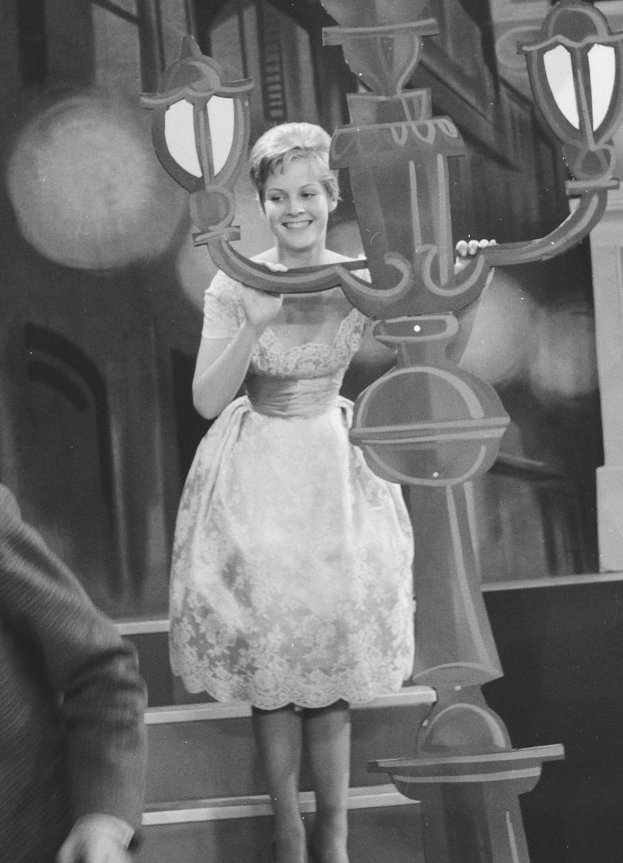
Heidi Brühl; * 30. Januar

- 30. Januar: Heidi Brühl, deutsche Schauspielerin und Sängerin († 1991)

### Februar
- 01. Februar: Lew Leschtschenko, russischer Estrada-Sänger (Bariton)
- 02. Februar: Graham Nash, britischer Sänger und Songwriter
- 02. Februar: James Blood Ulmer, US-amerikanischer Jazz- und Bluesgitarrist
- 02. Februar: Ron Williams, deutsch-amerikanischer Schauspieler, Sänger, Kabarettist und Moderator
- 04. Februar: José Cid, portugiesischer Sänger und Komponist
- 04. Februar: Frank Zander, deutscher Musiker und Fernsehstar
- 05. Februar: William R. Ferris, US-amerikanischer Autor und Wissenschaftler
- 06. Februar: Calvin Keys, US-amerikanischer Jazzgitarrist († 2024)
- 06. Februar: Jerry Schilling, US-amerikanischer Musikmanager und Filmproduzent
- 08. Februar: Terry Melcher, US-amerikanischer Musikproduzent und Songwriter († 2004)

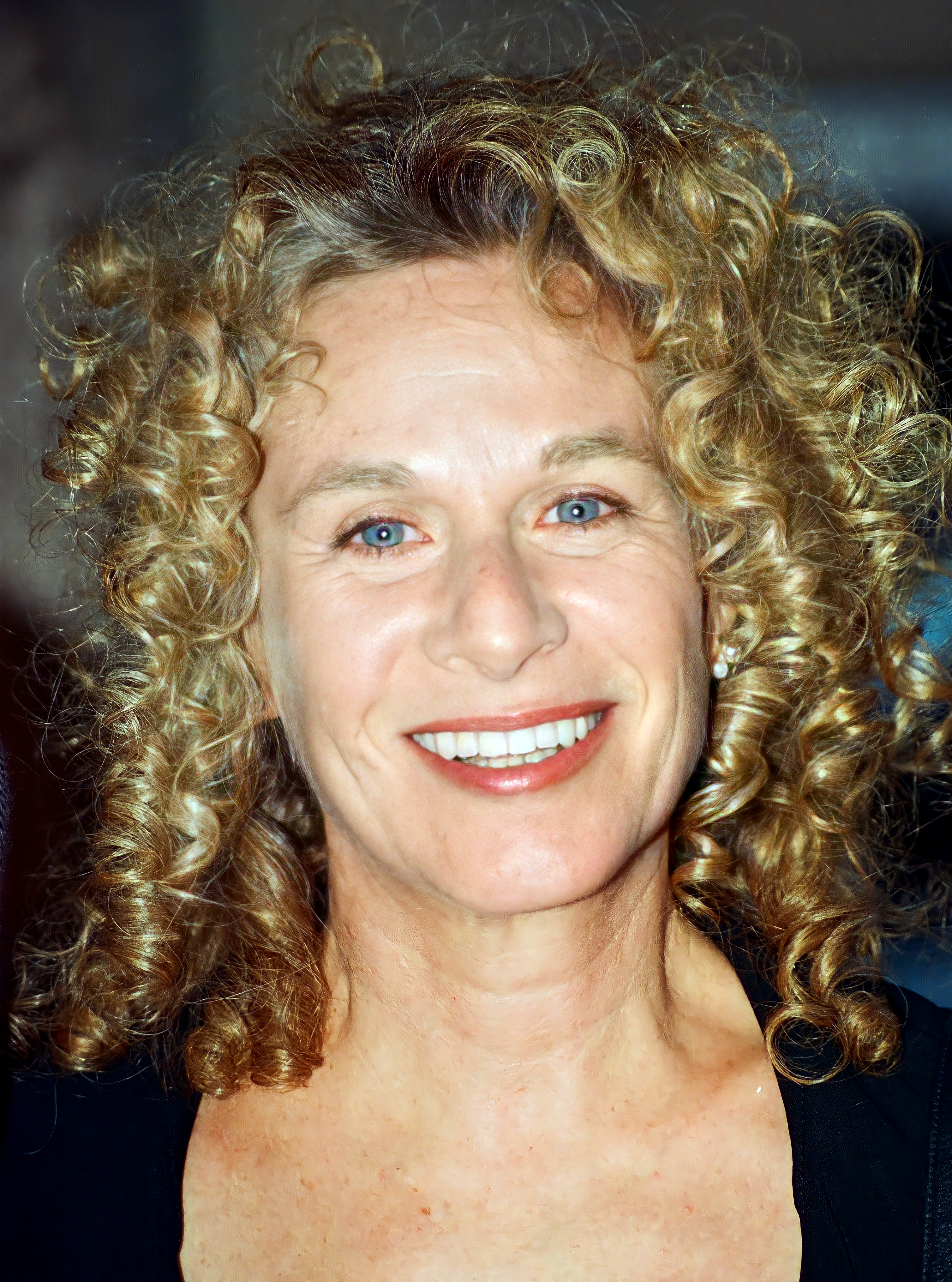
Carole King; * 9. Februar

- 09. Februar: Carole King, US-amerikanische Rock-/Pop-Musikerin
- 09. Februar: Miloš Štědroň, tschechischer Komponist und Musikwissenschaftler
- 10. Februar: Derrick Harriott, jamaikanischer Sänger und Produzent
- 12. Februar: Helga Meyer, deutsche Opernsängerin († 2000)
- 15. Februar: Glyn Johns, britischer Toningenieur und Musikproduzent
- 16. Februar: Gabriel Brnčić, chilenischer Komponist
- 17. Februar: Klaus Weiss, deutscher Jazz-Schlagzeuger († 2008)
- 22. Februar: E. J. Peaker, US-amerikanische Schauspielerin und Musicaldarstellerin
- 24. Februar: Chris Doerk, deutsche Schlagersängerin
- 24. Februar: Medea Dsidsiguri, georgische Volkskünstlerin und Sängerin († 1999)
- 26. Februar: Lennart Åberg, schwedischer Jazz-Saxophonist, -Flötist und -Komponist († 2021)
- 26. Februar: Guillermina Motta I Cardona, katalanische Singer-Songwriterin
- 28. Februar: MacLean Emanuel, antiguanischer Sänger
- 28. Februar: Bernardo Adam Ferrero, spanischer Komponist und Dirigent († 2022)
- 28. Februar: Brian Jones, britischer Musiker (The Rolling Stones) († 1969)

### März
- 01. März: Michael Giles, britischer Jazz-Rock Schlagzeuger
- 01. März: José Nieto, spanischer Komponist von Filmmusik

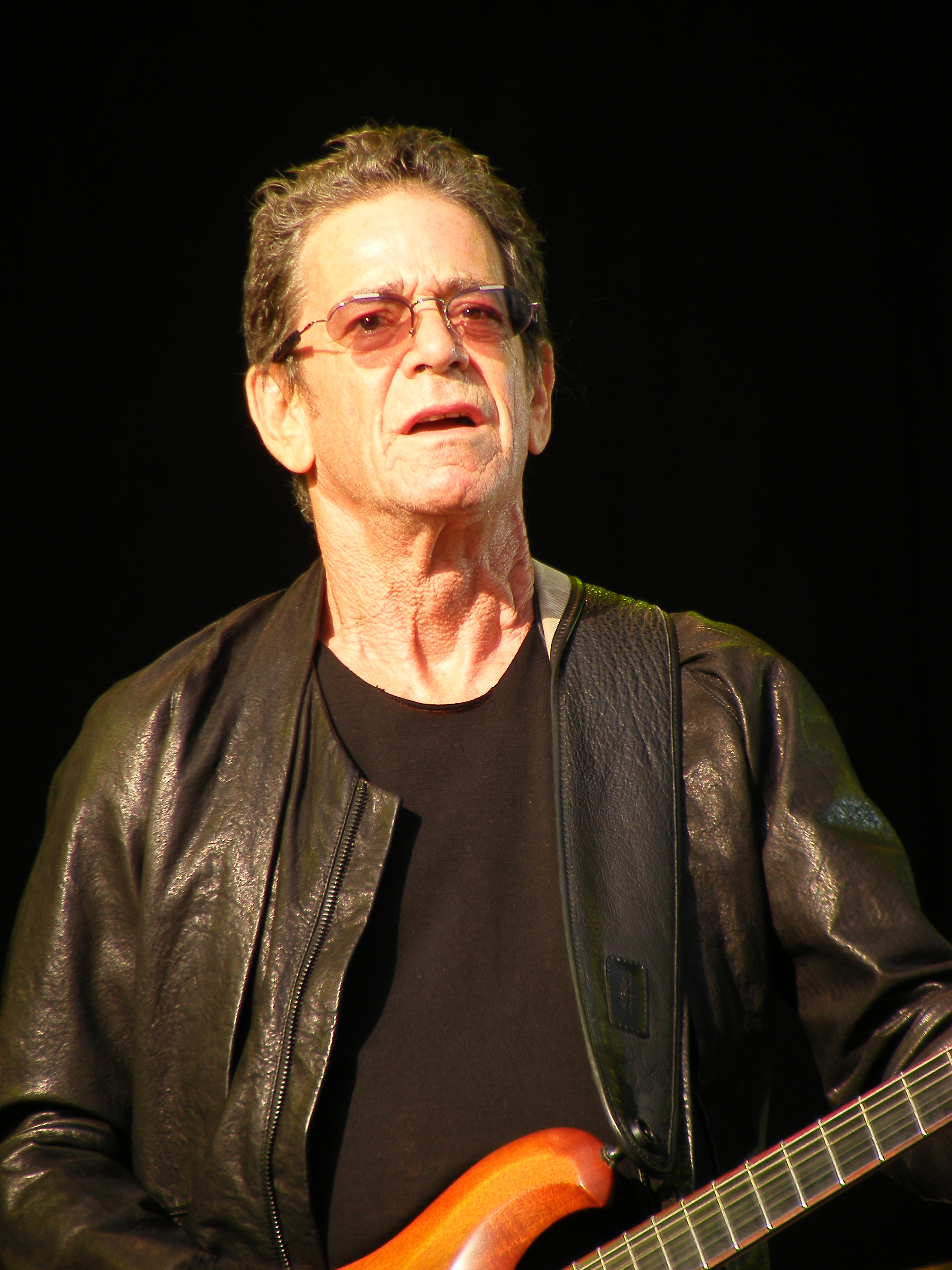
Lou Reed; * 2. März

- 02. März: Lou Reed, US-amerikanischer Musiker und Songautor († 2013)
- 04. März: Bob Wootton, US-amerikanischer Gitarrist († 2017)
- 06. März: Paco Cepero, spanischer Flamenco-Gitarrist
- 06. März: Robin Kenyatta, US-amerikanischer Saxofonist († 2004)
- 06. März: Flora Purim, brasilianische Jazz-Sängerin
- 06. März: Toninho Ramos, brasilianischer Musiker († 2023)
- 07. März: Erik Clausen, dänischer Schauspieler, Regisseur, Musiker und Drehbuchautor († 2024)
- 09. März: John Cale, britischer Artrock-Musiker
- 09. März: Pedro Rivera Toledo, puerto-ricanischer Komponist, Arrangeur, Saxophonist und Dirigent († 2025)
- 12. März: Mike Leadbitter, britischer Bluesforscher, Autor und Herausgeber († 1974)
- 13. März: Scatman John, US-amerikanischer Scat-Sänger († 1999)
- 17. März: Rudolf Gleißner, deutscher Cellist
- 17. März: Hans Pizka, österreichischer Hornist
- 20. März: Uve Schikora, deutscher Rockmusiker, Komponist und Musikproduzent
- 22. März: Reinhold Kubik, österreichischer Musikwissenschaftler, Pianist und Dirigent († 2024)
- 23. März: Lado Leskovar, slowenischer Sänger
- 24. März: Don Wise, US-amerikanischer R&B- und Soul-Saxophonist und -Klarinettist († 2024)

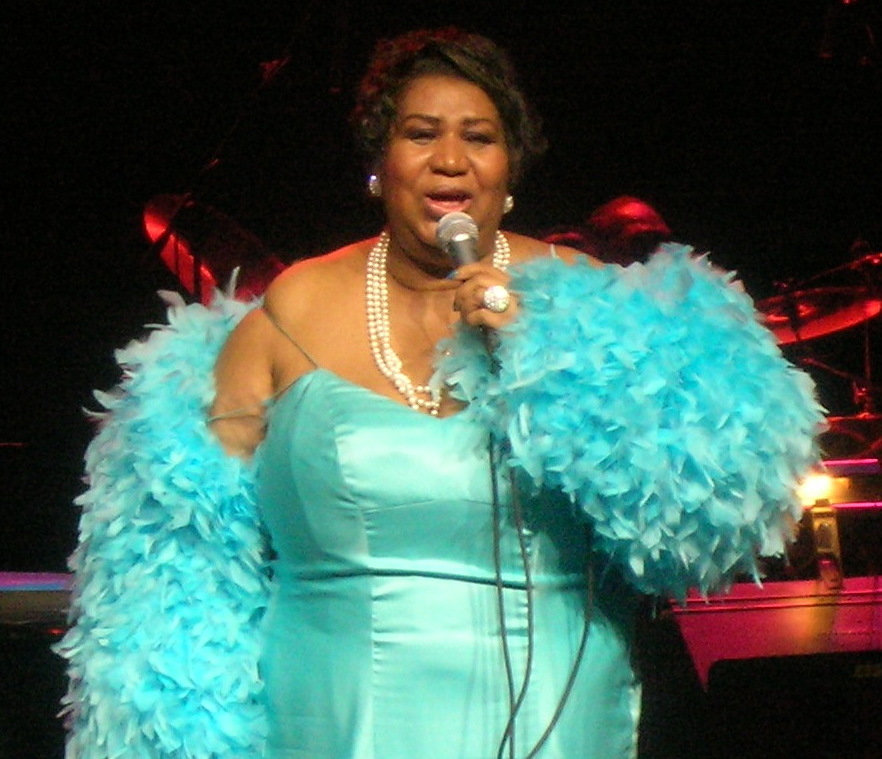
Aretha Franklin; * 25. März

- 25. März: Aretha Franklin, US-amerikanischer Soul-Sängerin († 2018)
- 25. März: Richard O’Brien, englischer Schauspieler, Autor und Komponist
- 25. März: Ulrike Piechota, deutsche Schriftstellerin und Kirchenmusikerin († 2024)
- 26. März: Janice Harrington, US-amerikanische Blues-, Gospel- und Jazzsängerin

### April
- 02. April: Neithard Bethke, deutscher Kirchenmusiker
- 02. April: Leon Russell, US-amerikanischer Musiker († 2016)
- 08. April: Leon Huff, US-amerikanischer Soul-Pianist
- 09. April: L. Vaidyanathan, indischer Geiger und Komponist († 2007)
- 12. April: Roy Sainsbury, britischer Jazzgitarrist († 2022)
- 13. April: Bill Conti, US-amerikanischer Komponist
- 13. April: Juma Sultan, US-amerikanischer Jazzmusiker
- 14. April: Bruce Haynes, US-amerikanischer Oboist und Musikwissenschaftler († 2011)
- 14. April: Sharon Moe, US-amerikanische Hornistin und Komponistin († 2025)
- 15. April: Ginette Acevedo, chilenische Sängerin
- 17. April: Michael Ranta, US-amerikanischer Komponist
- 17. April: Buster Williams, US-amerikanischer Jazzbassist
- 18. April: Seymour Stein, US-amerikanischer Musikproduzent († 2023)
- 19. April: Alan Price, britischer Musiker
- 20. April: Werner Grobholz, deutscher Violinist († 2021)
- 22. April: Sophie Garel, französische Radio- und Fernsehmoderatorin, Sängerin
- 23. April: Jorge Antunes, brasilianischer Komponist

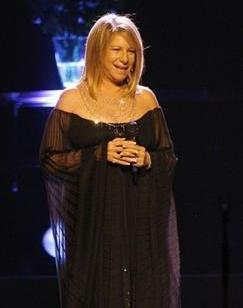
Barbra Streisand; * 24. April

- 24. April: Barbra Streisand, US-amerikanische Filmschauspielerin, Sängerin und Filmregisseurin
- 25. April: Wolfram Hackel, deutscher Mediziner und Orgelforscher
- 26. April: Mojmír Bártek, tschechischer Jazzposaunist und Komponist
- 26. April: Bobby Rydell, US-amerikanischer Sänger und Entertainer († 2022)
- 27. April: Jim Keltner, US-amerikanischer Schlagzeuger

### Mai
- 01. Mai: Wolf Appel, deutscher Opernsänger († 1999)
- 02. Mai: Ömür Göksel, türkischer Jazz- und Popsänger
- 04. Mai: Nickolas Ashford, US-amerikanischer Songwriter und Produzent († 2011)
- 05. Mai: Barbara Randolph, US-amerikanische Soul-Sängerin und Schauspielerin († 2002)
- 05. Mai: Peter Rubin, deutscher Sänger, Moderator und Gitarrist
- 05. Mai: Tammy Wynette, US-amerikanische Country-Sängerin († 1998)
- 07. Mai: Justin Hinds, jamaikanischer Sänger († 2005)
- 09. Mai: Tommy Roe, US-amerikanischer Sänger, Gitarrist und Songschreiber
- 12. Mai: Ian Dury, englischer Musiker, Songwriter und Schauspieler († 2000)
- 15. Mai: K. T. Oslin, US-amerikanische Country-Sängerin und Songschreiberin († 2020)
- 16. Mai: Marie-Thérèse Lefebvre, kanadische Musikwissenschaftlerin

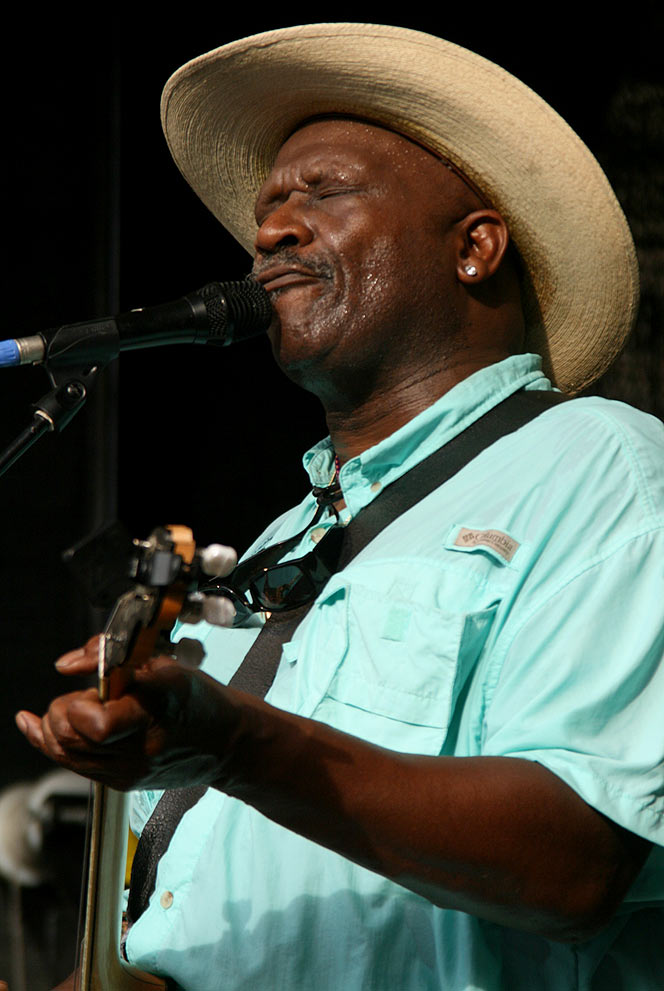
Taj Mahal; * 17. Mai

- 17. Mai: Taj Mahal, US-amerikanischer Blues-Musiker
- 18. Mai: Rodney Dillard, US-amerikanischer Country-Musiker
- 19. Mai: Alexandra, deutsche Sängerin († 1969)
- 20. Mai: Paul Haag, Schweizer Jazzmusiker († 2022)
- 22. Mai: Guy Bovet, Schweizer Organist und Komponist
- 22. Mai: Dominique Walter, französischer Sänger († 2013)
- 23. Mai: Christopher Herrick, englischer Organist
- 26. Mai: Geoff Bull, australischer Jazzmusiker (Trompete) und Bandleader
- 26. Mai: Ada Kadelbach, deutsche Musikwissenschaftlerin und Hymnologin († 2025)
- 30. Mai: Hannelore Kramm, österreichische Schlagersängerin und Schauspielerin († 2023)

### Juni
- 01. Juni: Harriet Choice, US-amerikanische Musikjournalistin († 2023)
- 03. Juni: Curtis Mayfield, US-amerikanischer Soul-Musiker († 1999)
- 05. Juni: Charles Dodge, US-amerikanischer Komponist
- 07. Juni: Anneke Grönloh, niederländische Sängerin († 2018)
- 08. Juni: Walter Leykauf, deutscher Sänger, Komponist, Moderator und Musikverleger
- 11. Juni: Gunter Gabriel, deutscher Sänger († 2017)
- 12. Juni: Len Barry, US-amerikanischer Pop-Sänger († 2020)
- 13. Juni: James Carr, US-amerikanischer R&B- und Soulsänger († 2001)
- 15. Juni: Herman Berkien, niederländischer Entertainer und Sänger († 2005)
- 15. Juni: Néstor Marconi, argentinischer Bandoneonist
- 16. Juni: Jaime Morey, spanischer Sänger († 2015)
- 16. Juni: John Rostill, britischer Musiker und Komponist (The Shadows) († 1973)
- 16. Juni: Graham Townsend, kanadischer Fiddler, Mandolinist, Pianist und Komponist († 1998)

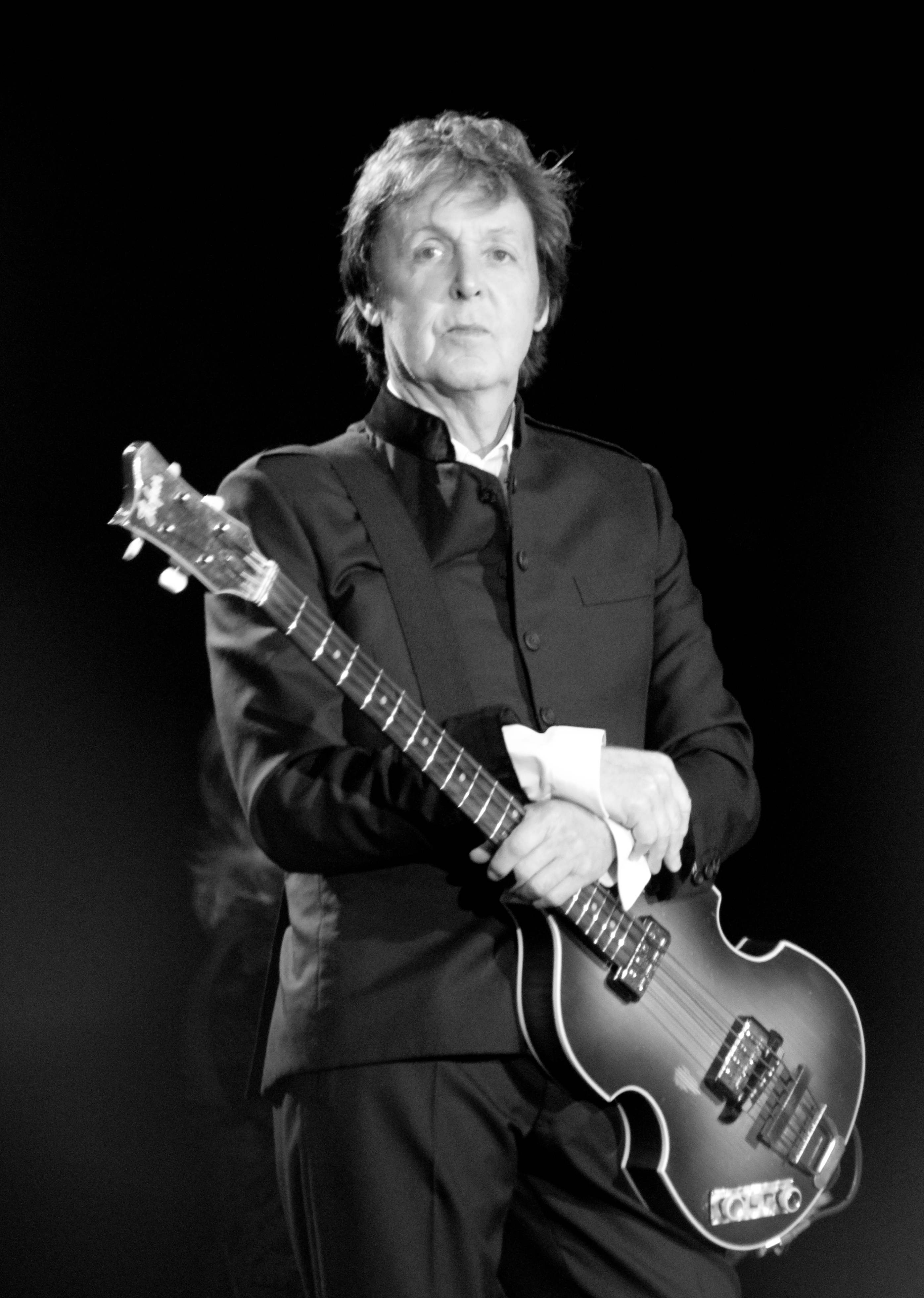
Paul McCartney; * 18. Juni

- 18. Juni: Paul McCartney, britischer Sänger, Musiker und Komponist (The Beatles)
- 18. Juni: Richard Perry, US-amerikanischer Musikproduzent († 2024)
- 18. Juni: Hans Vonk, niederländischer Dirigent († 2004)
- 20. Juni: Brian Wilson, US-amerikanischer Musiker (The Beach Boys) († 2025)
- 22. Juni: Murphy Dunne, US-amerikanischer Schauspieler und Musiker
- 22. Juni: Alain Meunier, französischer Violoncellist und Musikpädagoge
- 22. Juni: Eddie Prévost, britischer Improvisations-Schlagzeuger

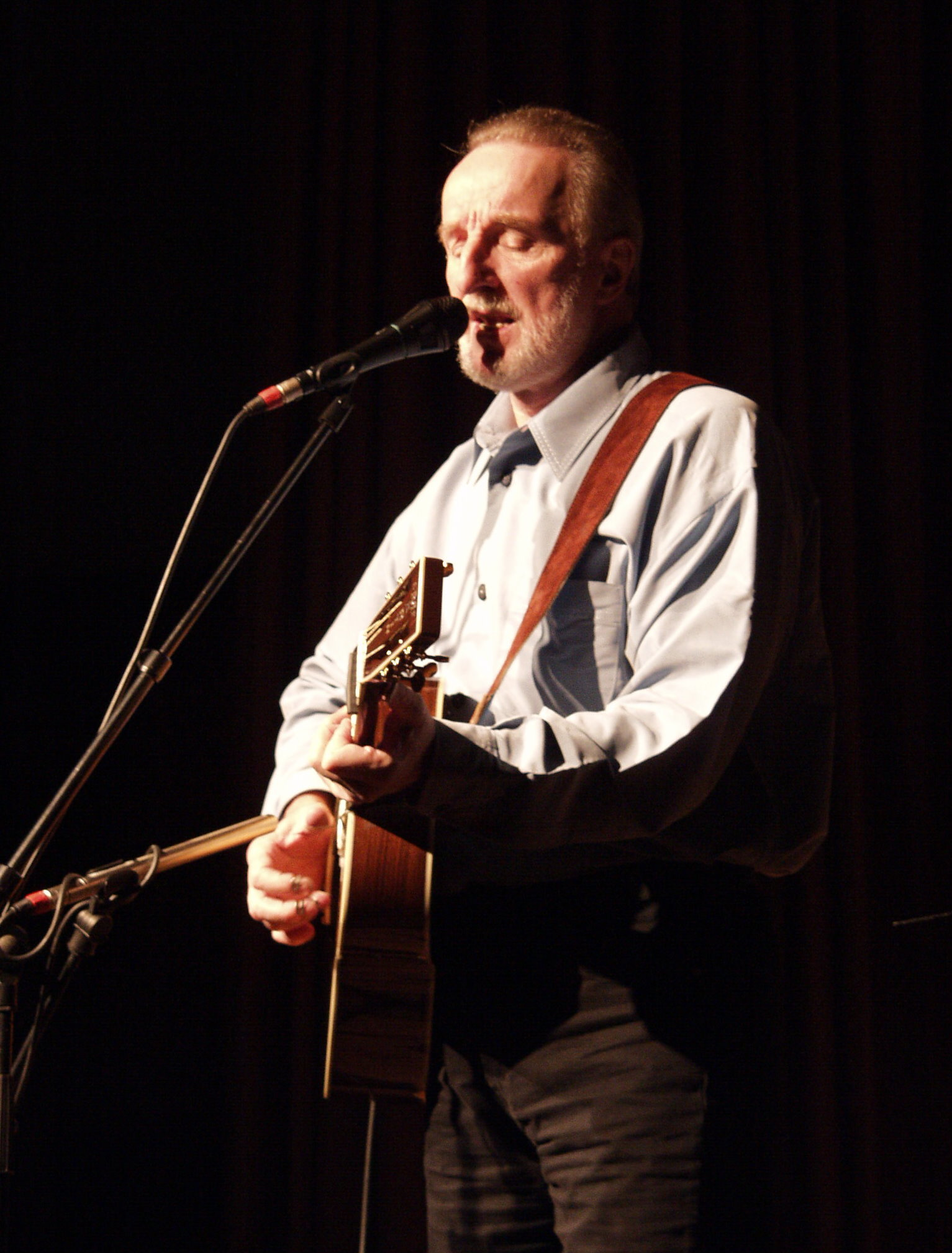
Hannes Wader; * 23. Juni

- 23. Juni: Hannes Wader, deutscher Liedermacher, Sänger und Gitarrist
- 24. Juni: Arthur Brown, britischer Rocksänger
- 24. Juni: Fredrik Vahle, deutscher Liedermacher
- 25. Juni: Joe Chambers, US-amerikanischer Jazz-Schlagzeuger
- 25. Juni: Volker David Kirchner, deutscher Komponist († 2020)
- 26. Juni: Gilberto Gil, brasilianischer Musiker und Politiker
- 26. Juni: Larry Taylor, US-amerikanischer Bassist (Canned Heat) († 2019)
- 27. Juni: Frank Mills, kanadischer Pianist
- 27. Juni: Walt Namuth, US-amerikanischer Jazzmusiker († 2011)
- 28. Juni: Marianne Danckwardt, deutsche Musikwissenschaftlerin
- 29. Juni: Jurgis Juozapaitis, litauischer Komponist
- 30. Juni: Alfred Fisher, kanadischer Komponist, Pianist und Musikpädagoge († 2016)

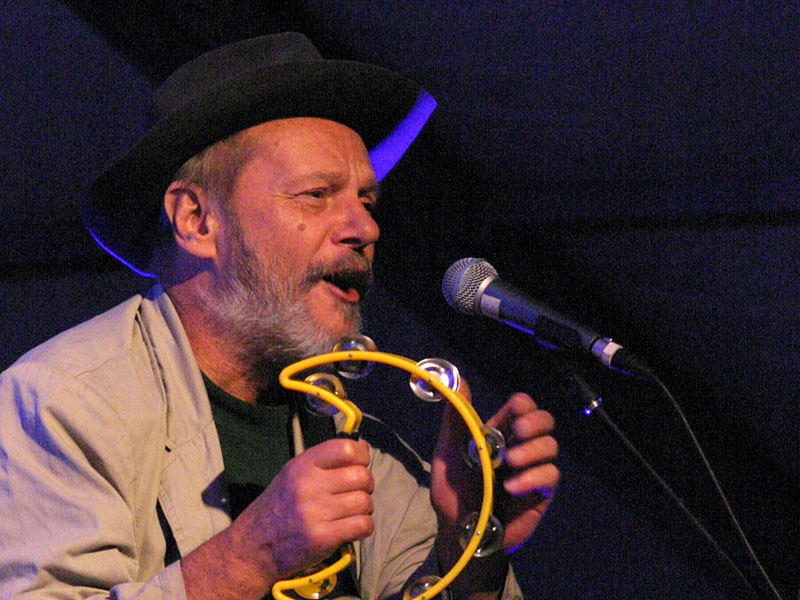
Klaus Renft; * 30. Juni

- 30. Juni: Klaus Renft, deutscher Musiker und Bandleader († 2006)
- 00. Juni: El Güito, spanischer Flamenco-Tänzer und Choreograf († 2025)

### Juli
- 01. Juli: Andraé Crouch, US-amerikanischer Gospelsänger und Komponist († 2015)
- 01. Juli: Sandra Crouch, US-amerikanischer Gospelsänger und Komponist († 2024)
- 02. Juli: Michael Abene, US-amerikanischer Jazz-Pianist, Arrangeur, Komponist und Produzent
- 03. Juli: Allan Rae, kanadischer Komponist und Musikpädagoge
- 04. Juli: Peter Rowan, US-amerikanischer Bluegrass-Musiker
- 05. Juli: Matthias Bamert, Schweizer Komponist und Dirigent
- 06. Juli: Paul Garon, US-amerikanischer Autor, Herausgeber und Bluesforscher († 2022)

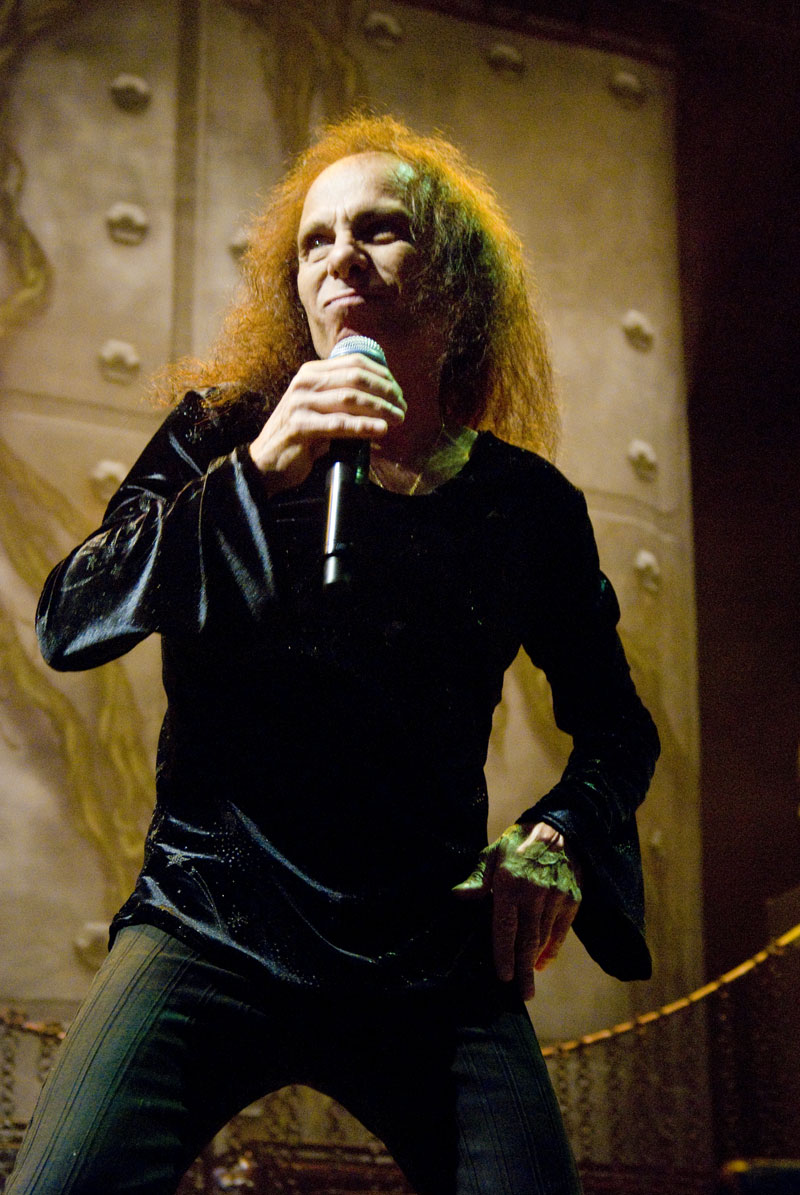
Ronnie James Dio; * 10. Juli

- 10. Juli: Ronnie James Dio, US-amerikanischer Musiker († 2010)
- 10. Juli: Rodriguez, US-amerikanischer Singer-Songwriter († 2023)

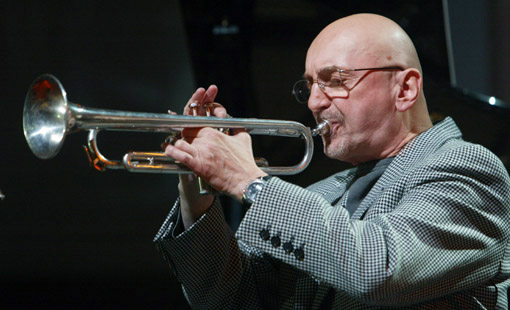
Tomasz Stanko; * 11. Juli

- 11. Juli: Tomasz Stańko, polnischer Jazztrompeter († 2018)
- 12. Juli: Richard Stoltzman, US-amerikanischer Klarinettist
- 13. Juli: Roger McGuinn, US-amerikanischer Musiker
- 16. Juli: Serranito, spanischer Flamenco-Gitarrist
- 17. Juli: Zoot Money, britischer Blues- und Rockmusiker († 2024)
- 18. Juli: Klaus Göbel, deutscher Jazzmusiker († 2021)
- 19. Juli: Jean-Paul Imbert, französischer Organist
- 21. Juli: Alun Davies, walisischer Gitarrist und Songwriter
- 21. Juli: Gabriel Sala, argentinischer Choreograph und Tanzpädagoge
- 23. Juli: Fredi, finnischer Schlagersänger († 2021)
- 26. Juli: Mar Mar Aye, myanmarische Sängerin († 2024)
- 27. Juli: T. Sankaran, indischer Perkussionist
- 31. Juli: Daniel Boone, britischer Sänger († 2023)

### August
- 01. August: Claes-Håkan Ahnsjö, schwedischer Tenor
- 01. August: Jerry Garcia, US-amerikanischer Musiker und Bandleader der Grateful Dead († 1995)
- 02. August: Chester Leo Helms, US-amerikanischer Konzertveranstalter und Hippie-Aktivist († 2005)
- 02. August: Carl Saunders, US-amerikanischer Jazzmusiker († 2023)
- 02. August: Greg Steinke, US-amerikanischer Komponist, Musikpädagoge und Oboist
- 05. August: Cecilio Tieles, kubanischer Pianist und Musikpädagoge
- 06. August: Byard Lancaster, US-amerikanischer Jazzsaxophonist und -flötist († 2012)

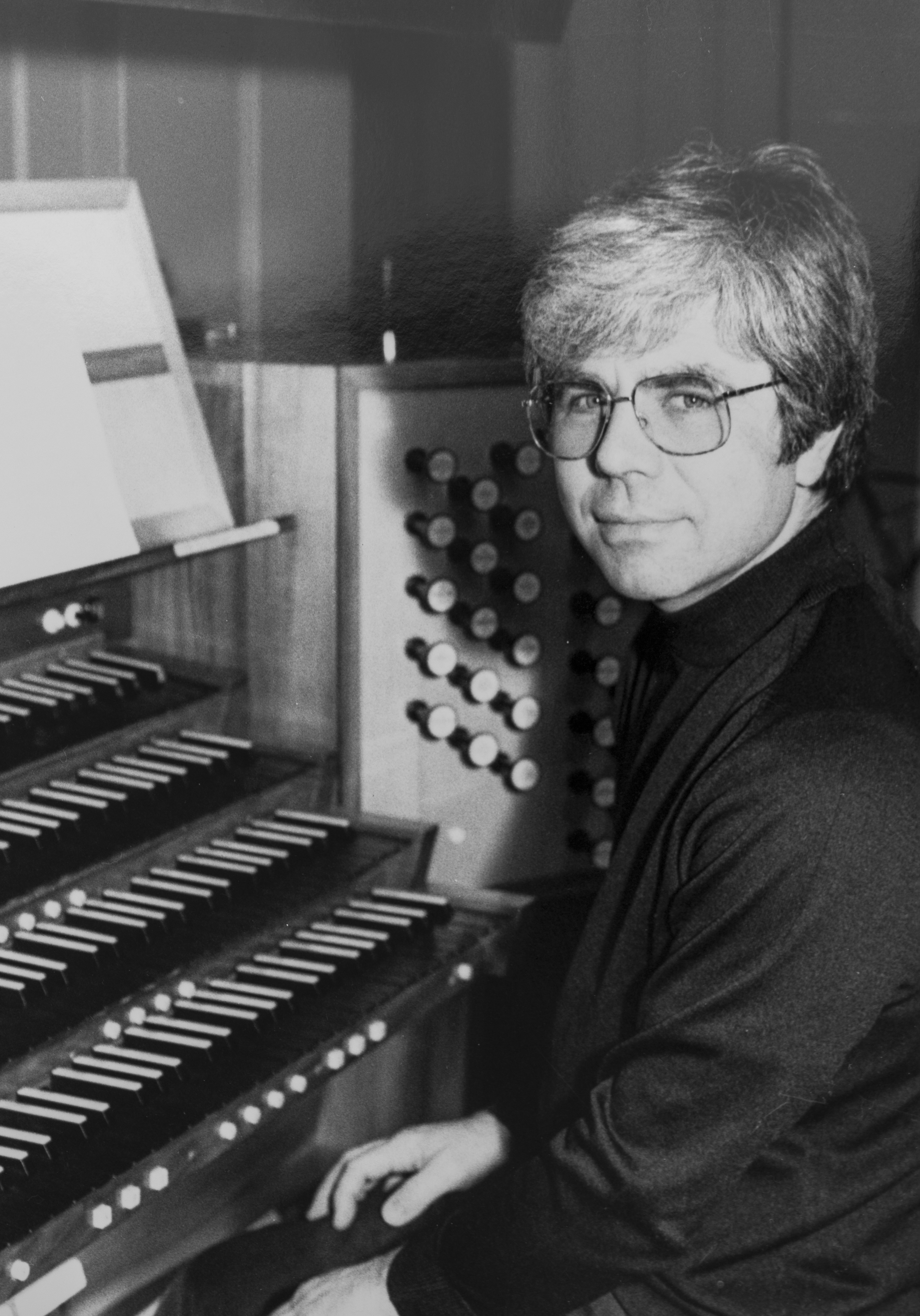
Rudolf Scheidegger; * 6. August

- 06. August: Rudolf Scheidegger, Schweizer Organist und Cembalist
- 06. August: Francesc Pi de la Serra i Valero, katalanischer Gitarrist und Liedermacher
- 07. August: B. J. Thomas, US-amerikanischer Pop- und Countrysänger († 2021)
- 07. August: Caetano Veloso, brasilianischer Sänger, Komponist und Liedermacher

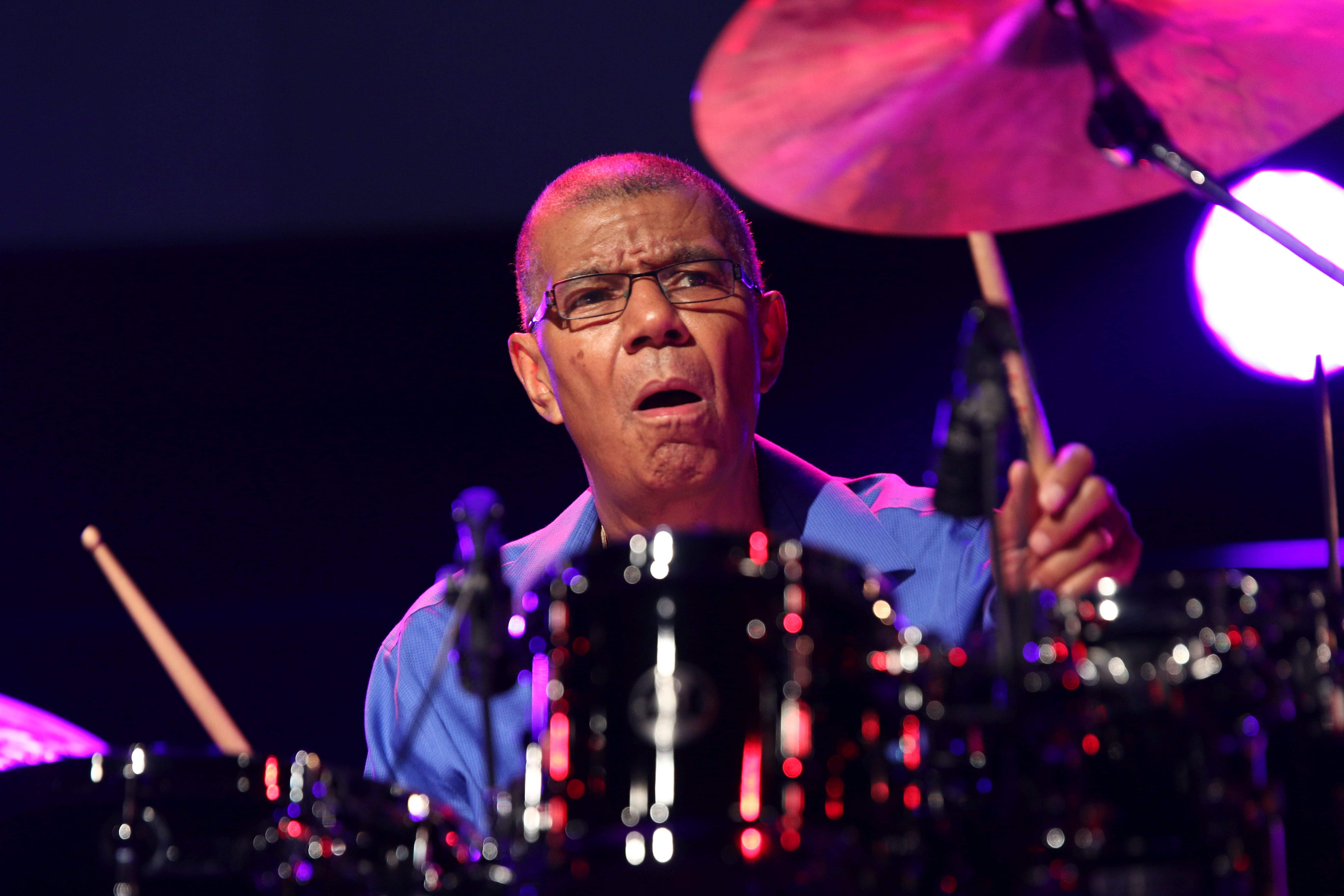
Jack DeJohnette; * 9. August

- 09. August: Jack DeJohnette, US-amerikanischer Jazz-Schlagzeuger und Pianist
- 11. August: Rachel, französische Sängerin
- 12. August: David Munrow, englischer Musiker und Musikwissenschaftler († 1976)
- 13. August: Sheila Armstrong, englische Sopranistin
- 13. August: Son Seals, US-amerikanischer Blues-Musiker († 2004)
- 15. August: Pete York, britischer Rockmusiker, Schlagzeuger
- 17. August: Müslüm Məhəmməd oğlu Maqomayev, aserbaidschanischer Opern- und Schlagersänger († 2008)
- 20. August: Isaac Hayes, US-amerikanischer Soulmusiker und Komponist († 2008)
- 21. August: Tommy Kent, deutscher Schlagersänger, Schauspieler, Maler und Architekt († 2022)
- 22. August: Holger Eichhorn, deutscher Musikwissenschaftler, Zinkenist und Dirigent († 2023)
- 23. August: Zerrin Egeliler, türkische Pornodarstellerin und Sänger
- 23. August: Jürg Stenzl, Schweizer Musikwissenschaftler, Autor und Hochschullehrer
- 25. August: Ron Johnston, kanadischer Jazzmusiker (Piano) († 2024)
- 29. August: Sterling Morrison, britischer Musiker und Gitarrist († 1995)
- 30. August: Wolfgang Schuster, österreichischer Paukist und Musikmanager

### September
- 01. September: Marc Moulin, belgischer Jazz- und Fusionmusiker (Piano, Hammondorgel, Keyboard, Synthesizer), Musikproduzent und Autor († 2008)
- 03. September: Alan Jardine, US-amerikanischer Musiker und Gründungsmitglied der Beach Boys
- 04. September: Brian Cherney, kanadischer Komponist
- 05. September: Bonga Kuenda, angolanischer Popsänger und Liedschreiber
- 05. September: Eduardo Mata, mexikanischer Dirigent und Komponist († 1995)
- 05. September: Josephine Wright, US-amerikanische Musikwissenschaftlerin und Hochschullehrerin
- 06. September: Dave Bargeron, US-amerikanischer Jazzposaunist und Tubist († 2025)

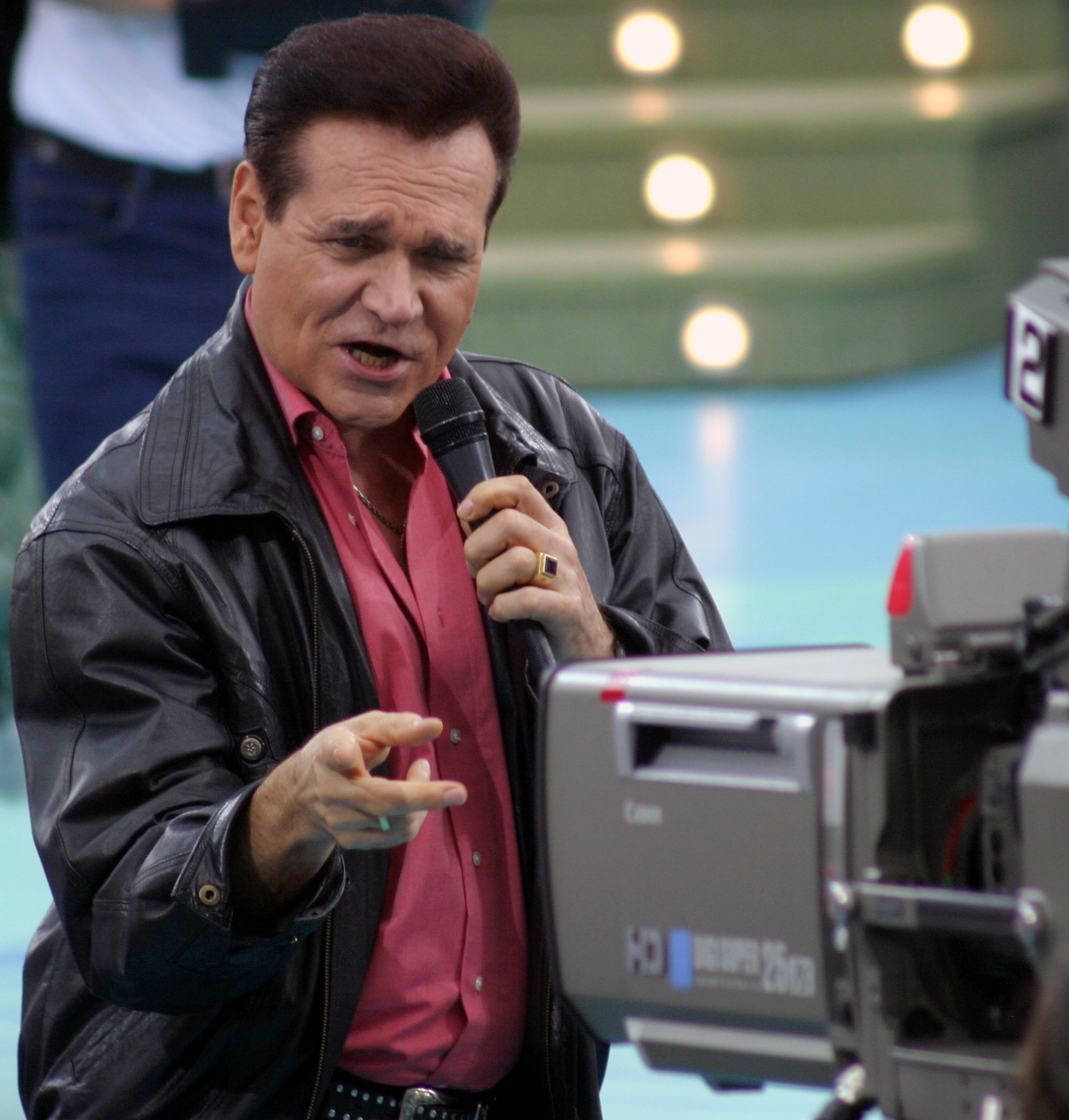
Ted Herold; * 9. September

- 09. September: Ted Herold, deutscher Sänger († 2021)
- 09. September: Danny Kalb, US-amerikanischer Musiker, Gitarrist († 2022)
- 10. September: Sherrill Nielsen, US-amerikanischer Sänger († 2010)
- 12. September: Denny Christianson, US-amerikanischer Jazz-Trompeter († 2021)
- 12. September: Tomás Marco, spanischer Komponist und Kulturmanager
- 14. September: Oliver Lake, US-amerikanischer Jazzmusiker
- 14. September: Kuldar Sink, estnischer Komponist († 1995)
- 18. September: Ingeborg Hischer, deutsche Konzertsängerin (Mezzosopran) und Gesanglehrerin
- 20. September: Mike Cooper, englischer Gitarrist und Sänger
- 21. September: U-Roy, jamaikanischer Reggae-Musiker († 2021)
- 22. September: Marlena Shaw, US-amerikanische Sängerin († 2024)
- 22. September: Harald Weirich, deutscher Librettist († 2000)
- 23. September: Jeremy Steig, US-amerikanischer Jazz-Flötist († 2016)
- 24. September: Mike Berry, britischer Sänger und Schauspieler († 2025)
- 24. September: Gerry Marsden, britischer Sänger, Musiker und Fernsehmoderator († 2021)
- 25. September: John Taylor, britischer Jazzmusiker († 2015)
- 28. September: Anatol Ugorski, sowjetischer bzw. russisch-deutscher Pianist († 2023)

### Oktober
- 01. Oktober: Wolf Werth, deutscher Musikjournalist
- 04. Oktober: Elisabeth Ebenberger, österreichische Schriftstellerin und Musikpädagogin
- 04. Oktober: Bernice Johnson Reagon, US-amerikanische Songwriterin, Komponistin und Sozialaktivistin († 2024)
- 05. Oktober: Charles Ansbacher, US-amerikanischer Dirigent († 2010)
- 06. Oktober: Preben Vang, dänischer Schlagwerker und Jazzmusiker († 1986)
- 10. Oktober: Luis Díaz, kubanischer Son-Sänger und Komponist
- 10. Oktober: Doug Sides, US-amerikanischer Jazz-Schlagzeuger († 2024)
- 11. Oktober: Pjotr Rjasanow, russisch-sowjetischer Komponist, Musikwissenschaftler und Hochschullehrer († 1942)
- 14. Oktober: Joe Gibbs, jamaikanischer Musikproduzent († 2008)
- 15. Oktober: Chris Andrews, britischer Schlager- und Popsänger

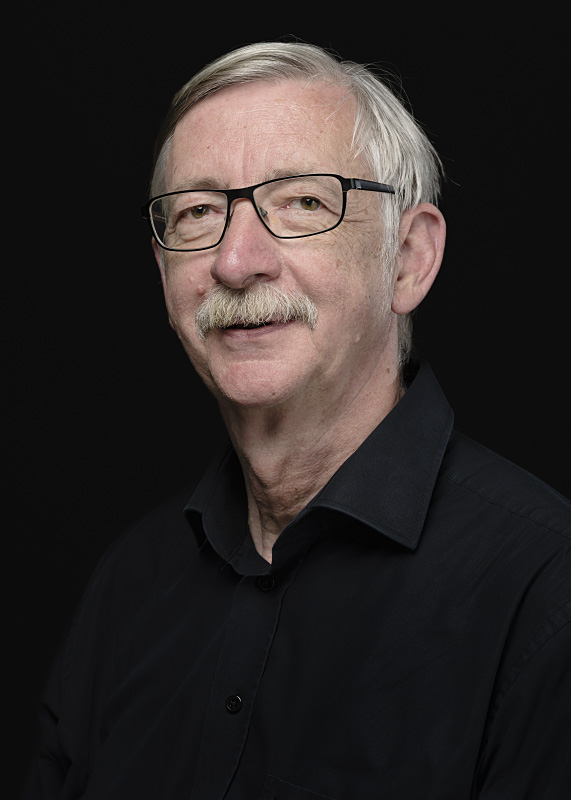
Pierre-André Bovey; * 17. Oktober

- 17. Oktober: Pierre-André Bovey, Schweizer Komponist und Flötist
- 17. Oktober: Ali Claudi, deutscher Jazz- und Bluesmusiker († 2023)
- 18. Oktober: Emmanuëlle, kanadische Sängerin († 2024)
- 21. Oktober: Elvin Bishop, US-amerikanischer Bluesrock-Sänger und Gitarrist
- 21. Oktober: Yvonne Fair, US-amerikanische Soul- und Funk-Sängerin († 1994)
- 24. Oktober: Margaret Blye, US-amerikanische Schauspielerin († 2016)
- 26. Oktober: Milton Nascimento, brasilianischer Musiker
- 27. Oktober: Hermann Breuer, deutscher Jazzmusiker († 2023)

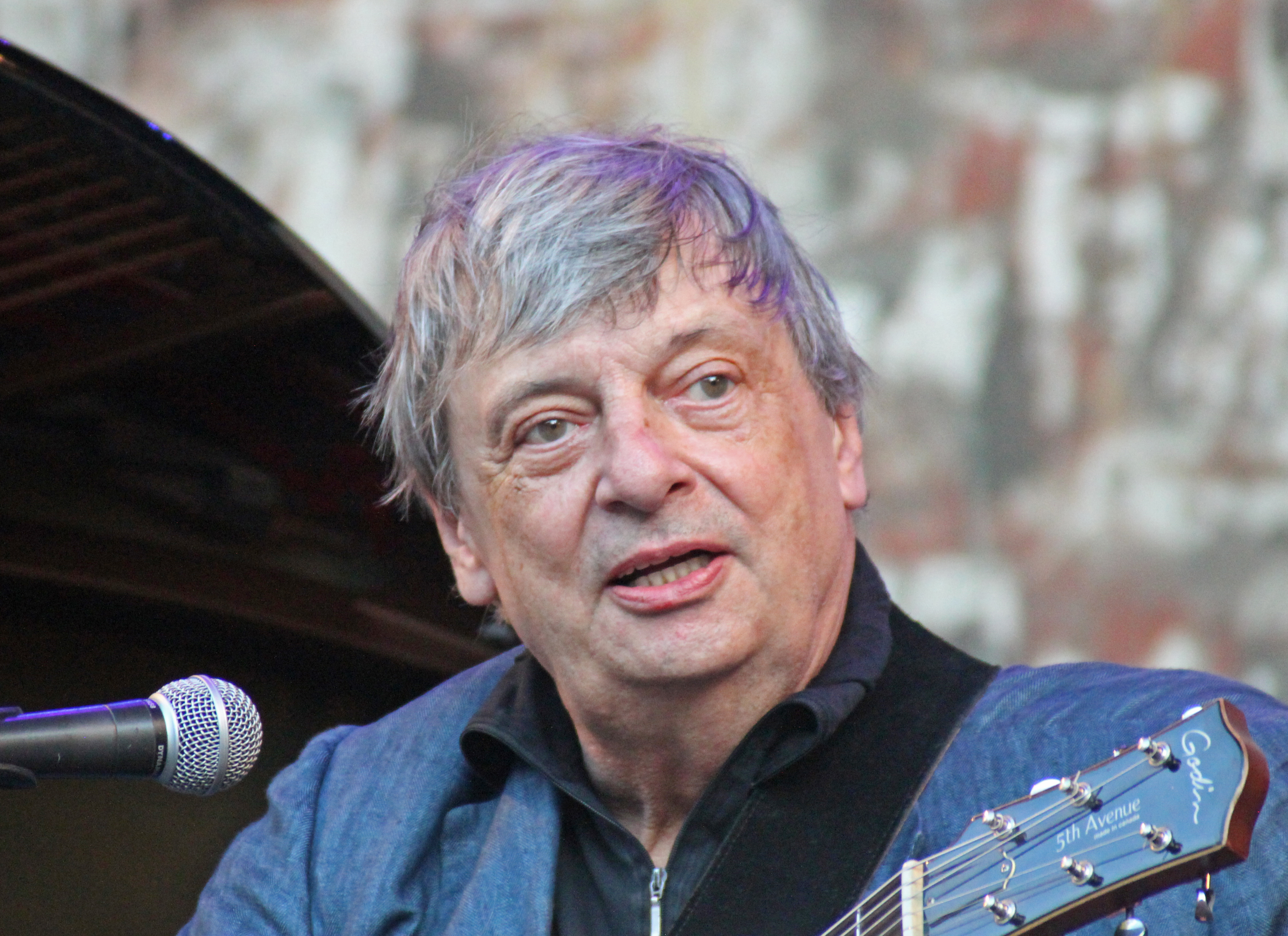
Philip Catherine; * 27. Oktober

- 27. Oktober: Philip Catherine, belgischer Jazzmusiker (Gitarrist)
- 27. Oktober: Carlos Cristal, argentinischer Tangosänger († 2011)
- 29. Oktober: Lee Clayton, US-amerikanischer Musiker und Komponist († 2023)
- 30. Oktober: Sven-David Sandström, schwedischer Komponist († 2019)
- 31. Oktober: Alí Primera, venezolanischer Musiker († 1985)
- 31. Oktober: Daniel Roth, französischer Komponist, Organist und Pädagoge
- 31. Oktober: David Ogden Stiers, US-amerikanischer Schauspieler und Musiker († 2018)

### November
- 01. November: Lothar Kehr, deutscher Komponist († 2021)
- 02. November: Jimmy Bilsbury, britischer Sänger und Komponist († 2003)
- 04. November: John Broven, britischer Musikhistoriker, Autor und Produzent
- 07. November: Johnny Rivers, US-amerikanischer Rock-’n’-Roll-Musiker
- 09. November: Bill Elgart, US-amerikanischer Jazzschlagzeuger
- 09. November: Richard Greene, US-amerikanischer Folk- und Rockmusiker
- 10. November: Christian Martin Schmidt, deutscher Musikwissenschaftler († 2024)
- 11. November: Margrit Imlau, deutsche Schlagersängerin
- 11. November: Marianne McAndrew, US-amerikanische Schauspielerin und Musicaldarstellerin
- 11. November: Jim Schwall, US-amerikanischer Musiker, Sänger, Songwriter und Fotograf († 2022)
- 12. November: Tommy Couch, US-amerikanischer Musikproduzent, Songwriter, Toningenieur und Labelbetreiber
- 12. November: Paulinho da Viola, brasilianischer Musiker, Sänger und Komponist
- 13. November: Elke Deuringer, deutsche Liedermacherin und Schauspielerin
- 13. November: John Paul Hammond, US-amerikanischer Bluessänger und -gitarrist
- 13. November: Lothar Zagrosek, deutscher Dirigent und Generalmusikdirektor
- 14. November: Natalja Gutman, russische Cellistin

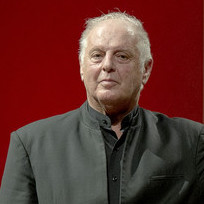
Daniel Barenboim; * 15. November

- 15. November: Daniel Barenboim, russisch-israelischer Pianist und Dirigent
- 17. November: Bob Gaudio, US-amerikanischer Sänger, Keyboarder, Songwriter und Musikproduzent
- 17. November: Silvija Sondeckienė, litauische Cellistin und Professorin († 2023)
- 18. November: Djalma Corrêa, brasilianischer Perkussionist und Komponist († 2022)
- 19. November: Firus Bahor, tadschikischer und sowjetischer Komponist
- 20. November: Norman Greenbaum, US-amerikanischer Sänger und Songschreiber
- 22. November: Jost Nickel, deutscher Flötist, Komponist und Musikpädagoge († 2017)
- 23. November: Jiří Stivín, tschechischer Jazz-Musiker
- 24. November: Paulo Braga, brasilianischer Schlagzeuger
- 24. November: Viktor Klimenko, finnischer Sänger und Schauspieler
- 25. November: Ellen Esser, deutsche Autorin, Sängerin, Schauspielerin und Hörspielsprecherin

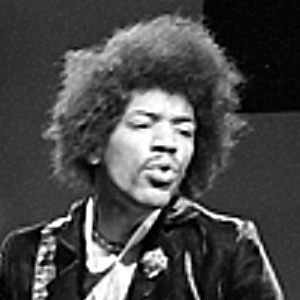
Jimi Hendrix; * 27. November

- 27. November: Jimi Hendrix, afroamerikanischer Gitarrist, Sänger und Komponist († 1970)
- 29. November: Mabel Mambretti, argentinische Komponistin und Musikwissenschaftlerin
- 30. November: Hans Maitner, österreichischer Musikförderer, Bluesproduzent und Hörfunk-Moderator († 2020)
- 30. November: Jamie Muir, britischer Perkussionist († 2025)

### Dezember
- 02. Dezember: Jim Langabeer, neuseeländischer Jazzmusiker († 2022)
- 04. Dezember: Maria Scharwieß, deutsche Komponistin, Organistin und Kirchenmusikerin († 2023)
- 05. Dezember: Herbert Dreilich, deutscher Rockmusiker († 2004)
- 06. Dezember: Robb Royer, US-amerikanischer Musiker und Songwriter
- 08. Dezember: Toots Hibbert, jamaikanischer Musiker, Sänger und Songwriter († 2020)

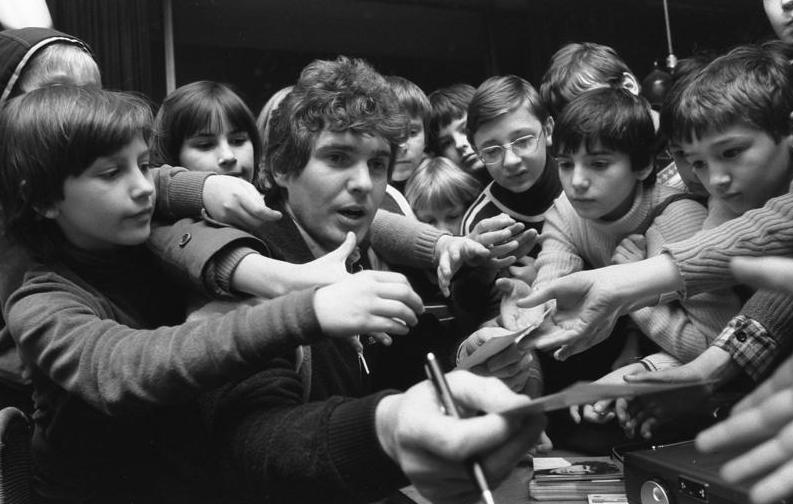
Frank Schöbel; * 11. Dezember

- 11. Dezember: Frank Schöbel, deutscher Musiker
- 13. Dezember: Urs Bührer, Schweizer Komponist, Organist und Musikpädagoge
- 14. Dezember: Dick Wagner, US-amerikanischer Gitarrist und Songwriter († 2014)
- 15. Dezember: Dave Clark, britischer Musiker und Musikmanager
- 17. Dezember: Paul Butterfield, US-amerikanischer Musiker († 1987)
- 17. Dezember: Toni Iordache, rumänischer Zymbalspieler († 1988)
- 20. Dezember: Larry Willis, US-amerikanischer Jazz-Pianist († 2019)
- 20. Dezember: Roger Woodward, australischer Pianist, Musikpädagoge und Komponist

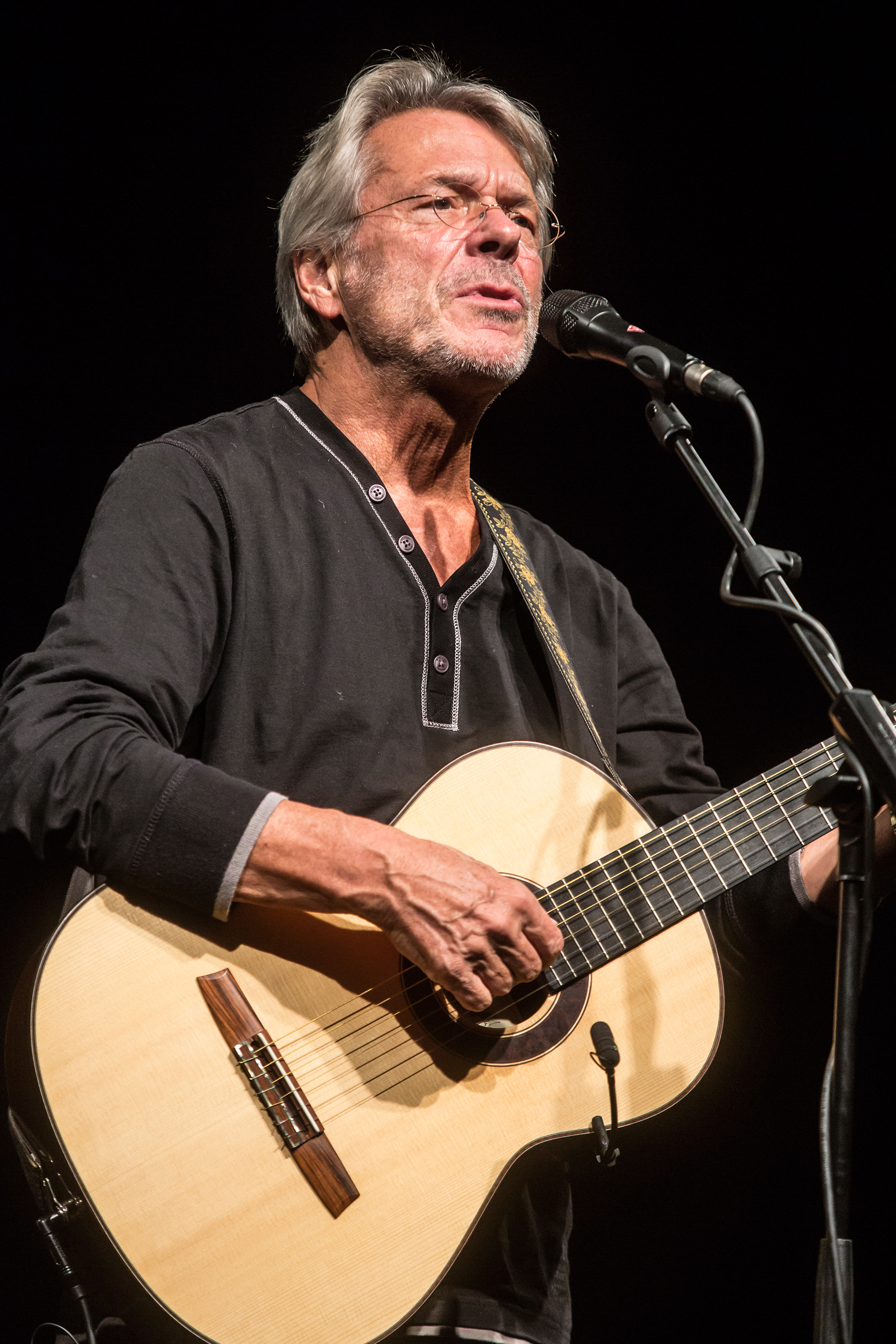
Reinhard Mey; * 21. Dezember

- 21. Dezember: Reinhard Mey, deutscher Liedermacher
- 21. Dezember: Carla Thomas, US-amerikanische Soul-Sängerin
- 22. Dezember: Dick Parry, englischer Saxophonist
- 22. Dezember: Hans-Dieter Schöne, deutscher Organist und Kirchenmusikdirektor
- 25. Dezember: Barry Goldberg, US-amerikanischer Bluesmusiker († 2025)
- 25. Dezember: Enrique Morente, spanischer Flamencosänger und Komponist († 2010)
- 26. Dezember: Doug Hammond, US-amerikanischer Jazzmusiker
- 26. Dezember: Rob de Nijs, niederländischer Sänger und Schauspieler († 2025)
- 27. Dezember: Muruga Booker, US-amerikanischer Rock- und Jazz-Schlagzeuger
- 27. Dezember: Oscar Cardozo Ocampo, argentinischer Arrangeur, Pianist und Komponist († 2001)
- 28. Dezember: Peter Wagner, deutscher Musikproduzent († 2022)
- 29. Dezember: Karel Bělohoubek, tschechischer Komponist und Dirigent († 2016)
- 30. Dezember: Robert Quine, US-amerikanischer Musiker und Gitarrist († 2004)

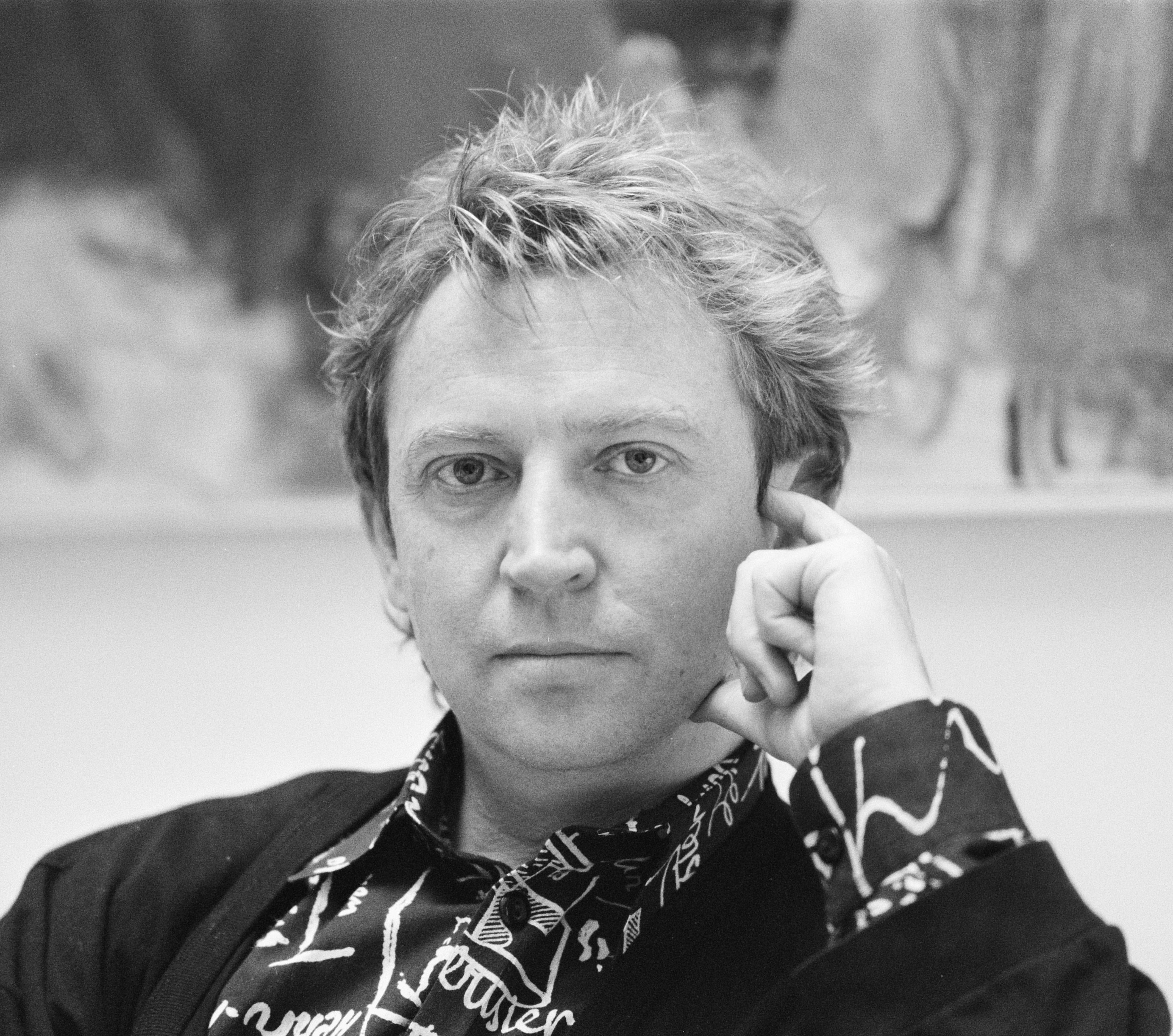
Andy Summers; * 31. Dezember

- 31. Dezember: Andy Summers, englischer Pop- und Rock-Gitarrist

### Genaues Geburtsdatum unbekannt
- Mustapha Tettey Addy, ghanaischer Trommler
- Antonio Gines Abellan Alcaraz, spanischer Klarinettist, Musikpädagoge und Komponist
- Audrey Arno, deutsche Sängerin († 2012)
- Bülent Ateş, türkischer Jazzmusiker
- Siegfried Bernhöft, deutscher Tenor, Gesangs- und Musikpädagoge, Chorleiter († 2025)
- Gloria Gaither, US-amerikanische Sängerin und Autorin von Liedern
- Johannes Goritzki, deutscher Cellist und Dirigent († 2018)
- Jeff Johnson, US-amerikanischer Country- und Rockabilly-Musiker († 2010)
- Reid Jorgensen, US-amerikanischer Jazzmusiker († 2022)
- Marc Levin, US-amerikanischer Psychologe und Jazzmusiker (Trompete, Komposition)
- Gerald Near, US-amerikanischer Komponist und Kirchenmusiker
- Constantin Pauli, deutscher Dokumentarfilmer
- Gerhard Persché, österreichischer Musikwissenschaftler, Dramaturg und Musikkritiker
- Arman Ratip, türkisch-zypriotischer Jazzmusiker
- Iwan Roth, Schweizer Saxophonist und Professor der Musik
- Gerard Sibbritt, australischer Balletttänzer und Tanzpädagoge
- Lito Valle, argentinischer Pianist, Komponist, Dirigent, Arrangeur und Musikpädagoge
- Paul Warburton, US-amerikanischer Jazzmusiker († 2022)
- Jeannette Zarou, kanadische Opernsängerin

## Gestorben

### Januar bis Juni

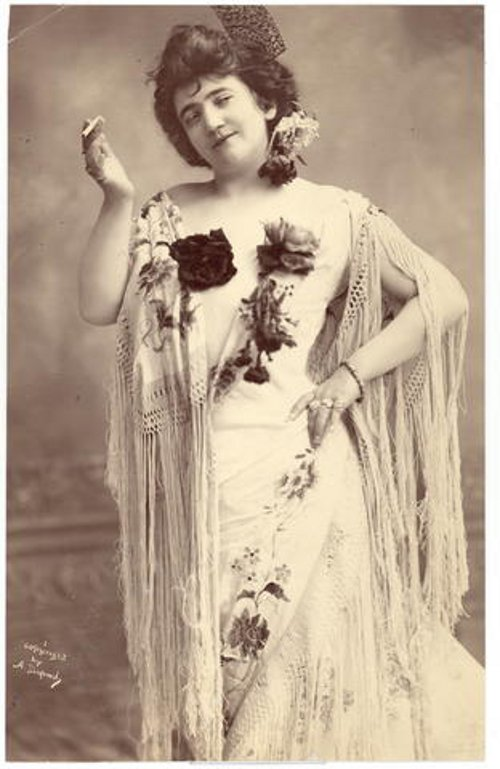
Emma Calvé; † 6. Januar

- 06. Januar: Emma Calvé, französische Mezzosopranistin (* 1858)
- 14. Januar: Fred Fisher, US-amerikanischer Komponist deutscher Abstammung (* 1875)
- 21. Januar: Henryk Opieński, polnischer Komponist (* 1870)
- 30. Januar: Hélène-Frédérique de Faye-Jozin, französische Komponistin (* 1871)
- 31. Januar: Bruno Ahner, deutscher Geiger und Konzertmeister (* 1866)
- 15. Februar: Johannes Reichert, deutscher Komponist, Dirigent und Musikdirektor (* 1876)
- 23. Februar: Robert Katscher, österreichischer Komponist und Textdichter (* 1844)
- 25. Februar: Leo Ascher, österreichischer Komponist und Jurist (* 1880)
- 01. März: Leon Adde, US-amerikanischer Jazz-Schlagzeuger (* 1904)
- 01. März: Ernst Schnorr von Carolsfeld, deutscher Organist (* 1875)
- 02. März: Charlie Christian, US-amerikanischer Jazz-Gitarrist (* 1916)
- 11. März: Enric Morera, katalanischer Komponist (* 1865)

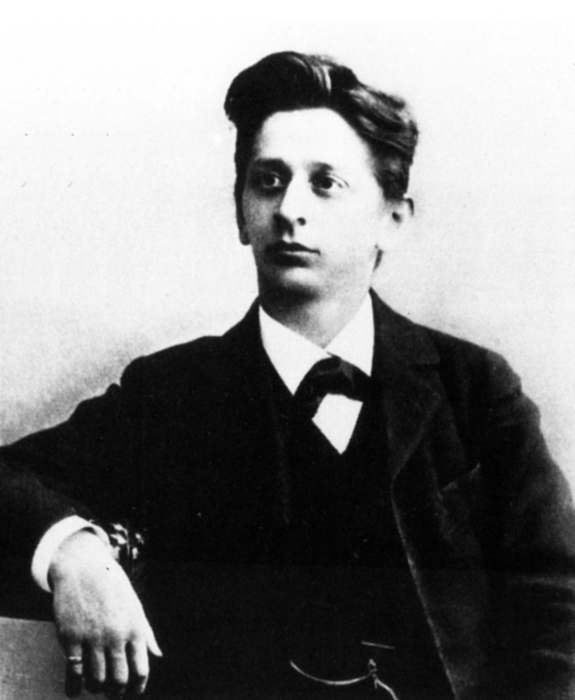
Alexander von Zemlinsky; † 15. März

- 15. März: Alexander von Zemlinsky, österreichischer Komponist und Dirigent (* 1871)
- 20. März: Wassili Pawlowitsch Kalafati, russischer Komponist (* 1869)
- 20. März: John Julia Scheffler, deutscher Komponist und Dirigent (* 1867)
- 20. März: Teodoro Valcárcel, peruanischer Komponist (* 1900)
- 03. April: Albert Siklós, ungarischer Komponist (* 1878)
- 17. April: Alfred Hertz, US-amerikanischer Dirigent deutscher Herkunft (* 1872)
- 22. April: Lili Hutterstrasser-Scheidl, österreichische Komponistin (* 1882)
- 07. Mai: Felix Weingartner, österreichischer Komponist (* 1863)
- 14. Mai: Frank Churchill, US-amerikanischer Filmmusik-Komponist (* 1901)
- 16. Mai: Franz Beyer, pommerscher Orgelbauer (* 1865)
- 25. Mai: Emanuel Feuermann, US-amerikanischer Cellist österreichischer Abstammung (* 1902)
- 01. Juni: David Solomonowitsch Schor, russisch-jüdischer Pianist und Musikpädagoge (* 1867)
- 02. Juni: Bunny Berigan, US-amerikanischer Jazztrompeter (* 1908)

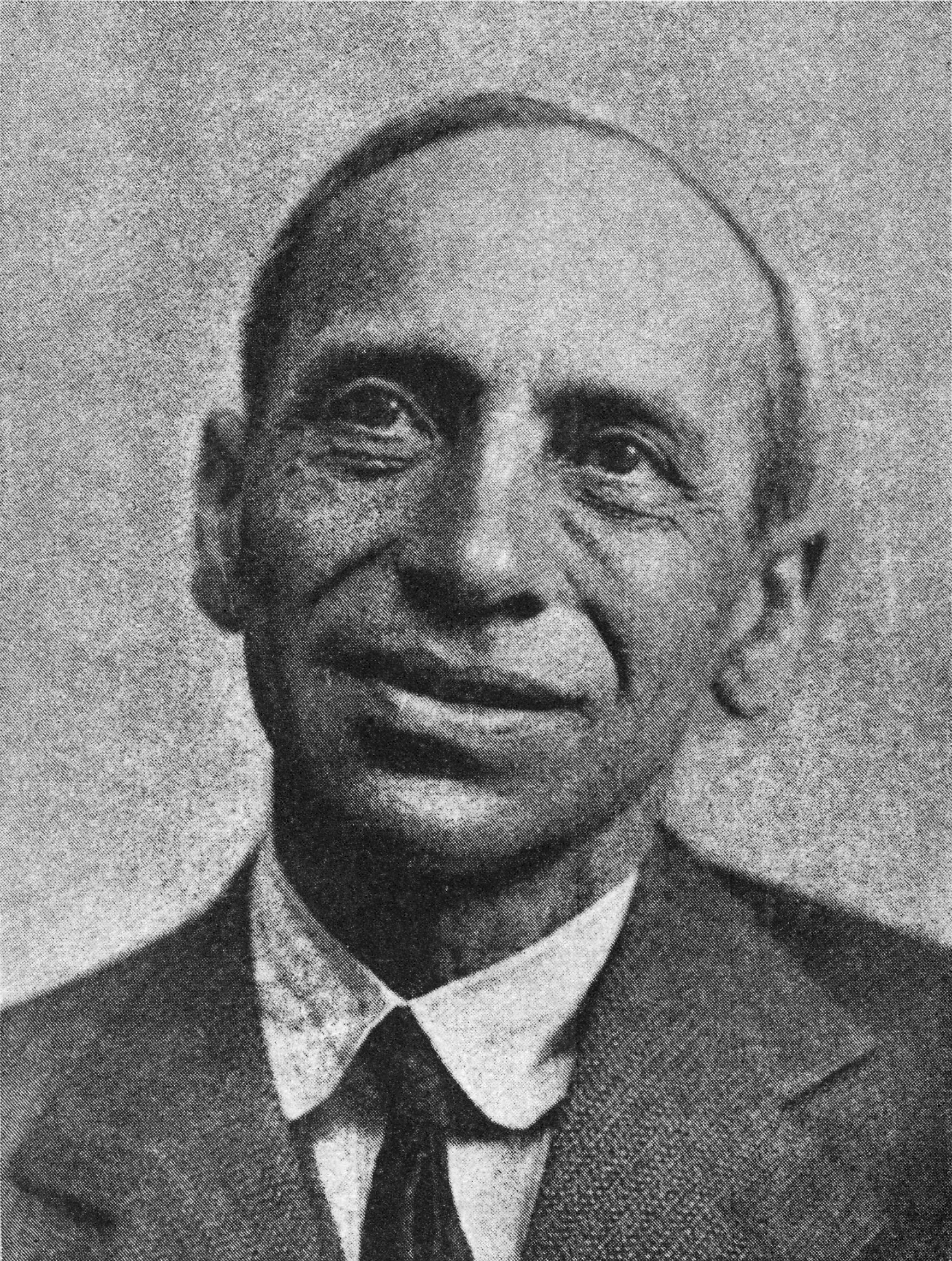
Mordechaj Gebirtig; † 4. Juni

- 04. Juni: Mordechaj Gebirtig, polnischer Poet und Komponist (* 1877)
- 05. Juni: Gérard Hekking, französischer Cellist und Musikpädagoge (* 1879)
- 10. Juni: Viktor Robitsek, österreichischer Geiger und langjähriges Mitglied der Wiener Philharmoniker (* 1877)
- 12. Juni: Ernst Heuser, deutscher Komponist, Pianist und Musikpädagoge (* 1863)
- 12. Juni: Walter Leigh, britischer Komponist (* 1905)

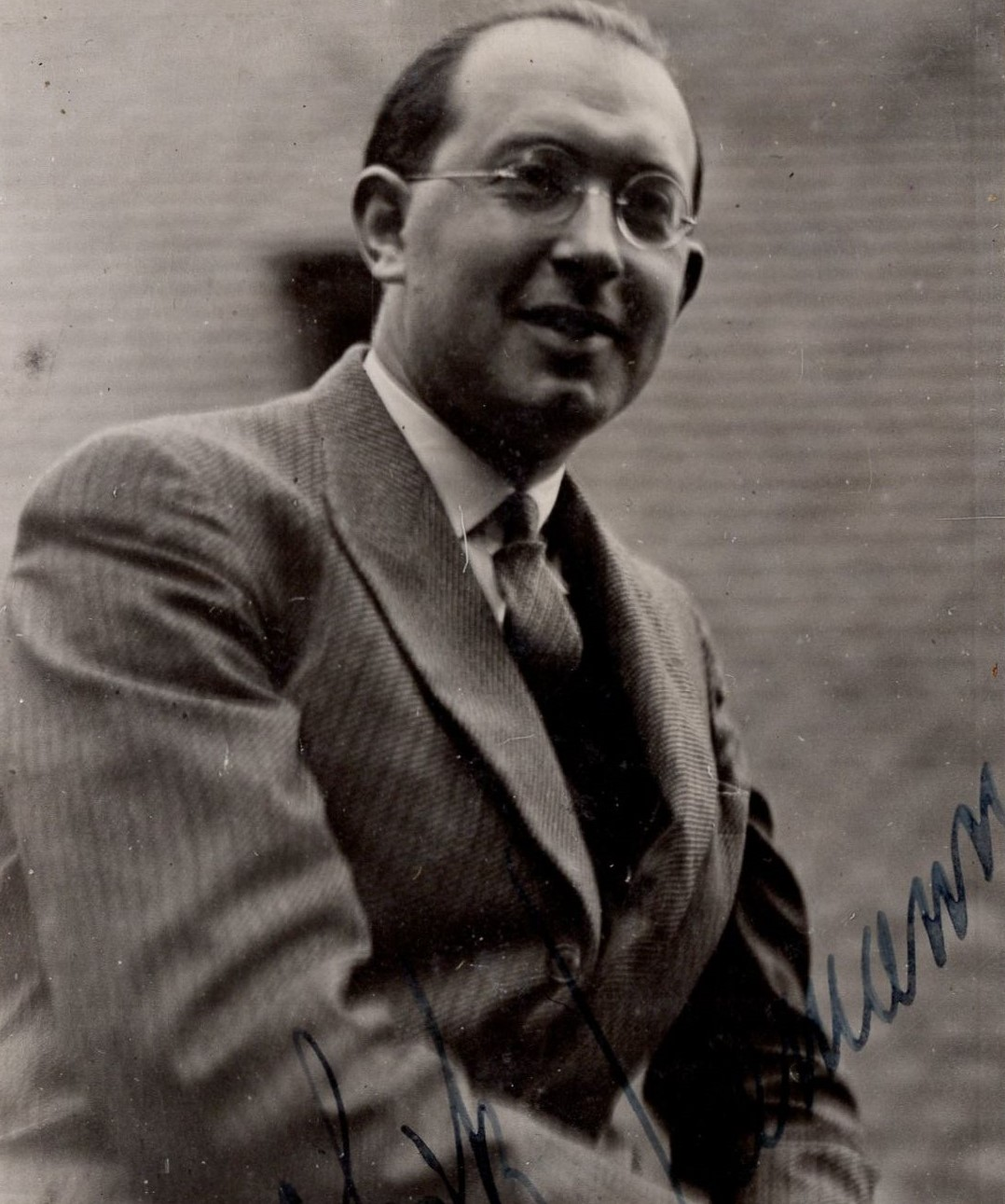
Fritz Seemann; † 14. Juni

- 14. Juni: Fritz Seemann, tschechoslowakischer Journalist und Komponist (* 1900)
- 16. Juni: Émile Chaumont, belgischer Geiger und Musikpädagoge (* 1878)
- 30. Juni: Celerino Pereira, chilenischer Komponist und Pianist (* 1874)

### Juli bis Dezember
- 01. Juli: Alfredo Bevilacqua, argentinischer Tangomusiker (* 1874)
- 02. Juli: William Henry Reed, englischer Geiger, Komponist, Dirigent und Musikpädagoge (* 1876)
- 09. Juli: Kelly Harrell, US-amerikanischer Old-Time-Musiker (* 1889)
- 11. Juli: Hans Korseck, deutscher Jazzgitarrist (* 1911)
- 17. Juli: Alfred Tostary, deutscher Sänger und Stummfilm-Regisseur (* 1872)
- 25. Juli: Victor Alberti, ungarisch-deutscher Musikverleger (* 1884)
- 00. Juli: Marysia Ajzensztat, polnische Sängerin (* 1923)
- 00. Juli: Tilly Feiner, österreichische Sängerin, Film- und Bühnenschauspielerin (* 1890)
- 06. August: Alfonso Castaldi, italienischer Komponist (* 1874)
- 06. August: Paul Corder, englischer Komponist (* 1879)
- 06. August: Gregor Franz Hradetzky, österreichischer Orgelbauer (* 1880)
- 11. August: Richard Heinrich Stein, deutscher Komponist (* 1882)
- 12. August: Pasquale Amato, italienischer Sänger (* 1878)
- 16. August: Thorvald Otterstrom, US-amerikanischer Komponist (* 1868)
- 18. August: Erwin Schulhoff, tschechischer Komponist und Pianist (* 1894)
- 22. August: Clemens von Franckenstein, deutscher Opernkomponist und Generalintendant in München (* 1875)
- 25. August: Panajot Pipkow, bulgarischer Komponist (* 1871)
- 30. August: Jules Caffot, französischer Organist und Komponist (* 1865)
- 08. September: Josef Kratina, deutscher Violinist und Kammermusiker tschechischer Herkunft (* 1862)
- 30. September: Martin Spanjaard, niederländischer Dirigent und Komponist (* 1892)
- 09. Oktober: Max Starkmann, österreichischer Violinist und Bratschist (* 1880)
- 12. Oktober: Édouard Nanny, französischer Kontrabassist und Komponist (* 1872)
- 20./21. Oktober: Rita Kurzmann-Leuchter, österreichische Pianistin und Musikpädagogin (* 1900)
- 22. Oktober: Victor Joß, österreichischer Musikwissenschaftler, Übersetzer, Journalist, Pianist und Komponist (* 1869)

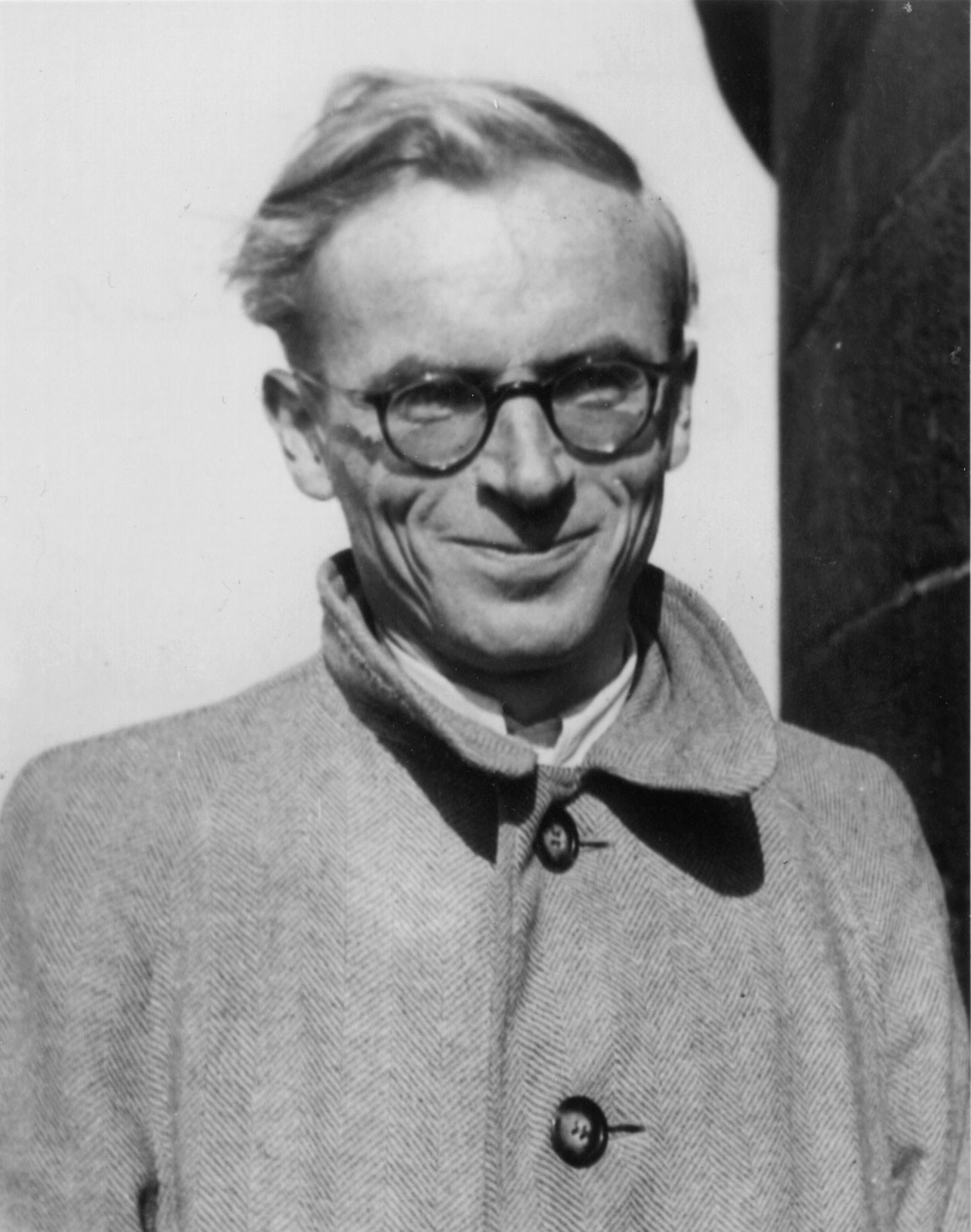
Hugo Distler; † 1. November

- 01. November: Hugo Distler, deutscher Organist und Komponist (* 1908)
- 06. November: Arno Rentsch, deutscher Komponist, Violinist und Musikpädagoge (* 1870)
- 13. November: Germaine Labole, französische Komponistin und Organistin (* 1896)
- 16. November: Joseph Schmidt, deutsch-österreichischer Kammersänger und Kantor (* 1904)
- 20. November: John David Davis, britischer Komponist (* 1867)
- 21. November: Mathilde Hofer, deutsche Sängerin und Ehefrau des Malers Karl Hofer (* 1874)
- 24. November: Peadar Kearney, irischer Dichter, Autor und Musiker (* 1883)
- 27. November: Alexandru Cristea, moldauischer Komponist und Chorleiter (* 1890)

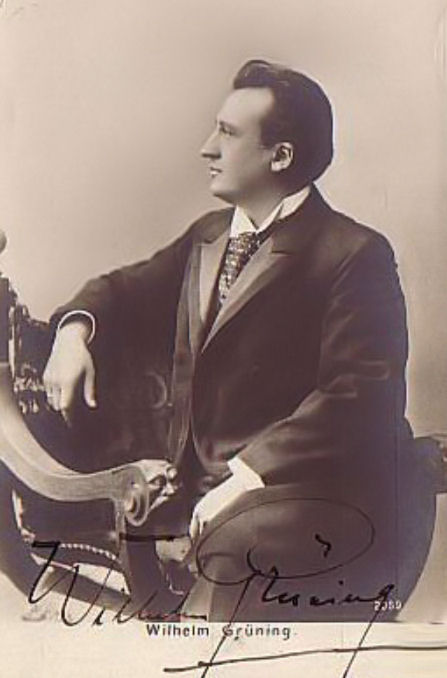
Wilhelm Grüning; † 2. Dezember

- 02. Dezember: Wilhelm Grüning, deutscher Opernsänger (* 1858)
- 03. Dezember: Awrelija Iossifowna Dobrowolskaja, sowjetische Opernsängerin und Gesangslehrerin (* 1881)
- 03. Dezember: Wilhelm Peterson-Berger, schwedischer Komponist und Musikkritiker (* 1867)
- 03. Dezember: Blanche Selva, französische Pianistin, Musikwissenschaftlerin, Komponistin und Musikpädagogin (* 1884)
- 06. Dezember: Augustin Savard, französischer Komponist und Musikpädagoge (* 1861)
- 09. Dezember (vermisst): Adolf Clemens, deutscher Chorleiter, Chorkomponist und Kompositionslehrer (* 1909)
- 11. Dezember: Jochen Klepper, deutscher Journalist, Schriftsteller und geistlicher Liederdichter (* 1903)
- 12. Dezember: Hugo Holle, deutscher Komponist, Chorleiter, Hochschullehrer und Musikwissenschaftler (* 1890)
- 21. Dezember: Francis Bousquet, französischer Komponist (* 1890)
- 24. Dezember: Friedrich Klose, deutscher Komponist (* 1862)
- 25. Dezember: Vojislav Vučković, serbischer Komponist (* 1910)

### Genaues Todesdatum unbekannt
- Erich Liebermann-Roßwiese, deutscher Pianist, Komponist und Librettist (* 1886)
- Auguste Mangeot, französischer Musikkritiker und Pianist (* 1873)
- Martin Rosebery d’Arguto, polnischer Musikpädagoge, Komponist und Dirigent (* 1890)
- Arturo Rossato, italienischer Journalist, Dramatiker, Librettist und Lyriker (* 1882)
- Timotheos Xanthopoulos, griechischer Pianist, Komponist und Musikpädagoge (* 1864)